# Fasan
Der Fasan (Phasianus colchicus; Plural Fasane oder Fasanen) ist eine Vogelart aus der Ordnung der Hühnervögel. Wie bei anderen Fasanenartigen fällt der Hahn durch sein farbenprächtiges Gefieder und seine deutlich längeren Schwanzfedern auf. Hennen zeigen eine bräunliche Tarnfärbung. Der Ruf des Hahns ist ein lautes, charakteristisches und oft gereihtes gö-göck (Beispielⓘ).
Das natürliche Verbreitungsgebiet des Fasans reicht vom Schwarzen Meer über die Trockengebiete Mittelasiens bis in den Osten Asiens. Darauf weist auch das Artepitheton colchicus hin, das sich auf die Landschaft Kolchis bezieht. Während die zahlreichen zentralasiatischen Verbreitungsinseln größtenteils voneinander isoliert sind, besiedeln die ostasiatischen Populationen in China, Korea und Sibirien ein großes zusammenhängendes Areal, wo zahlreiche weitere Unterarten leben, die sich teils an den Grenzen ihrer Verbreitungsgebiete untereinander mischen. Von einigen Autoren wird auch der japanische Buntfasan dieser Art zugeordnet.
Vor allem zu Jagdzwecken wurde der Fasan in Europa, den USA und anderen Teilen der Welt eingebürgert, ein stabiler Bestand kann sich aber auf Dauer meist nur durch Hegemaßnahmen und Aussetzungen halten. In Südeuropa wurde die Art vermutlich schon während der Antike als Ziervogel und wegen ihres wohlschmeckenden Fleisches eingeführt und sowohl wild als auch in Gefangenschaft gehalten. Die Römer sorgten wahrscheinlich für eine Verbreitung in Mittel- und Westeuropa. Seit dem frühen Mittelalter ist die Fasanenhaltung vereinzelt an Fürstenhöfen und Klöstern belegt, und seit dem ausgehenden Mittelalter oder der frühen Neuzeit ist ein freilebender Bestand oder ein solcher in großen Fasanerien bekannt. Viele Teile Europas – wie beispielsweise Nordeuropa – wurden aber auch erst im 19. Jahrhundert besiedelt. Heute ist der Großteil des europäischen Bestands in den Ländern Deutschland, Frankreich, Großbritannien, Dänemark, Ungarn und Rumänien zu finden. Die hier lebenden Vögel sind meist Mischformen verschiedener Unterarten, hauptsächlich des torquatus-Typs, dessen Hähne einen weißen Halsring und einen grauen Bürzel zeigen, und des colchicus-Typs, dem der Halsring fehlt und der rotbraunes Bürzelgefieder hat.
Der Fasan besiedelt halboffene Landschaften, lichte Wälder mit Unterwuchs oder schilfbestandene Feuchtgebiete, die ihm gute Deckung und offene Flächen zur Nahrungssuche bieten. In Europa findet man ihn häufig in der Kulturlandschaft. Er ernährt sich zumeist von pflanzlicher Nahrung wie Sämereien und Beeren, gerne auch von Insekten und anderen Kleintieren. So vertilgt das Neozoon Fasan große Mengen des Neozoons Kartoffelkäfer, die sonst als Larven die Blätter der Kartoffelpflanzen kahlfressen. Ein Hahn lebt zur Brutzeit meist mit ein bis zwei Hennen zusammen. Der Fasan überwintert zumeist in den Brutgebieten. Bisweilen weicht er im Winter über kurze Strecken in mehr Deckung oder Nahrung bietende Lebensräume aus.

## Aussehen

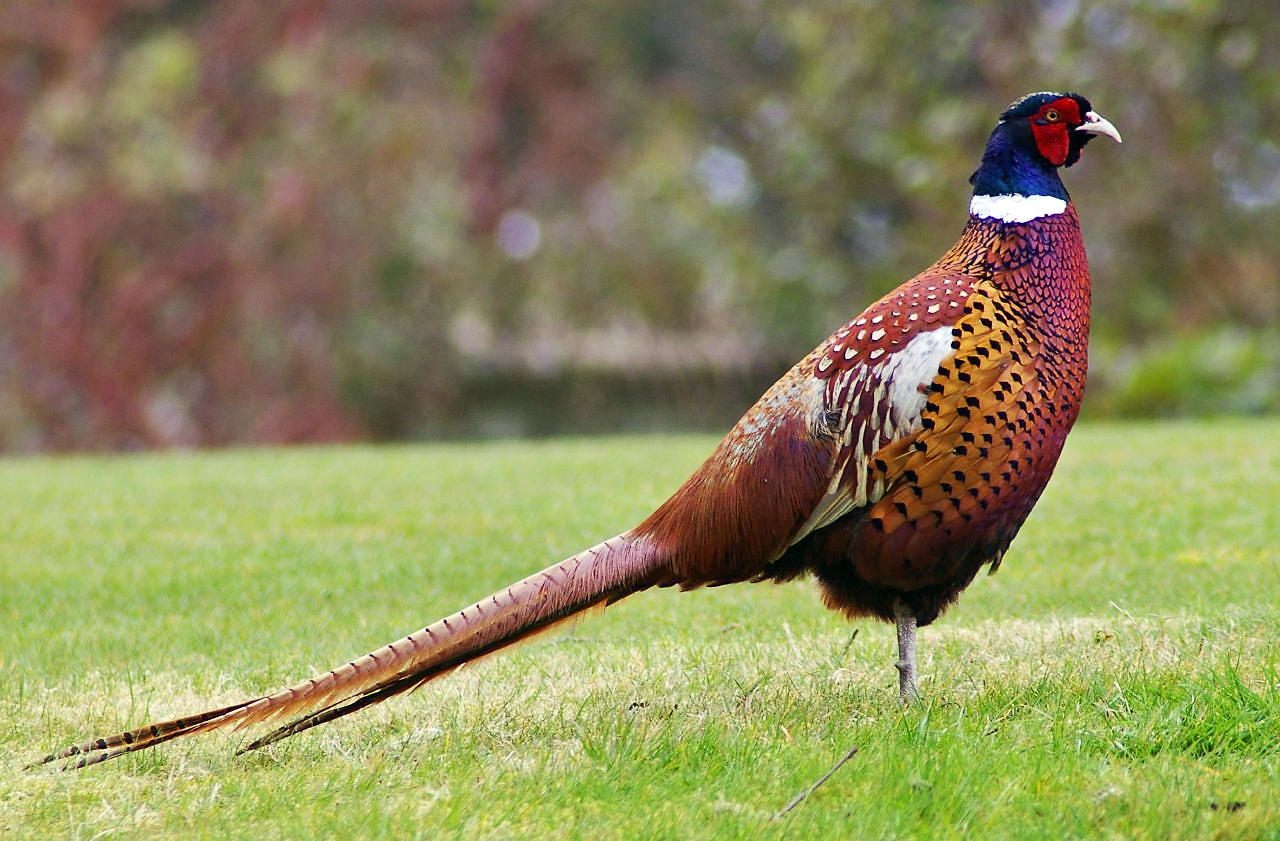
Fasanenhahn eines Mischtyps, der die Merkmale mehrerer Unterarten zeigt: Grauanteile im Bürzel und Scheitel wie bei der torquatus-Gruppe sowie Schwanzfedern, rostbraune Anteile im Bürzel und weiße Oberflügeldecken der mongolicus-Gruppe.

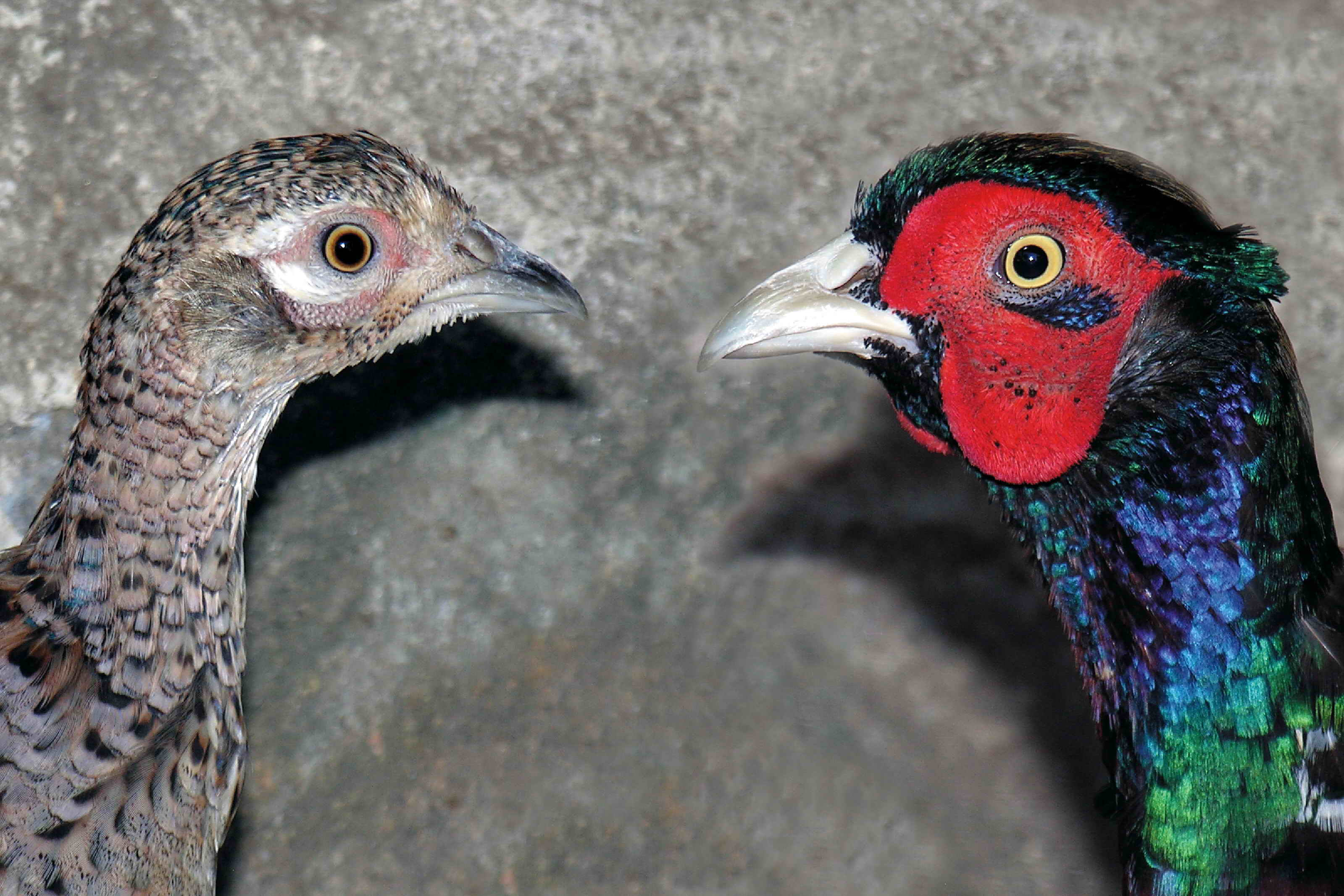
Beim Fasanenhahn in Balzstimmung sind die roten Gesichtspartien („Rosen“) sichtbar erweitert

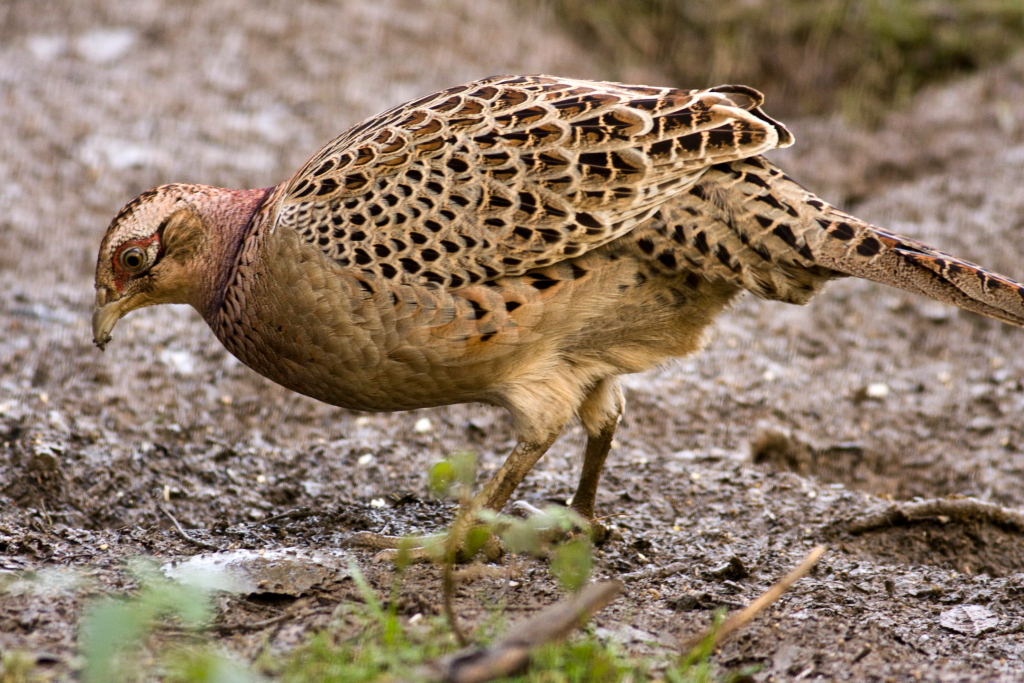
Fasanenhenne

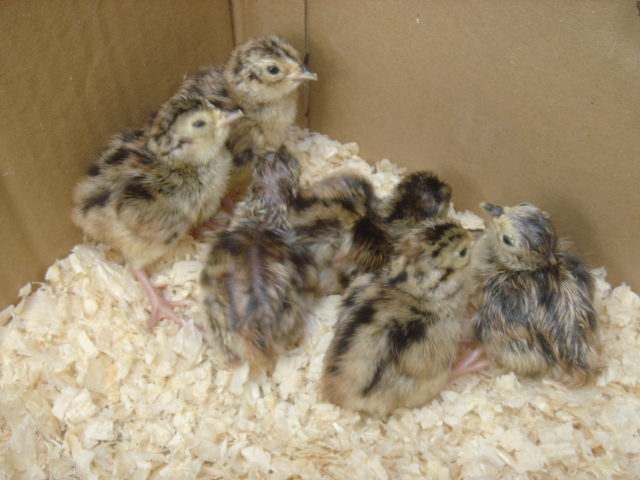
Küken eine Stunde nach dem Schlüpfen

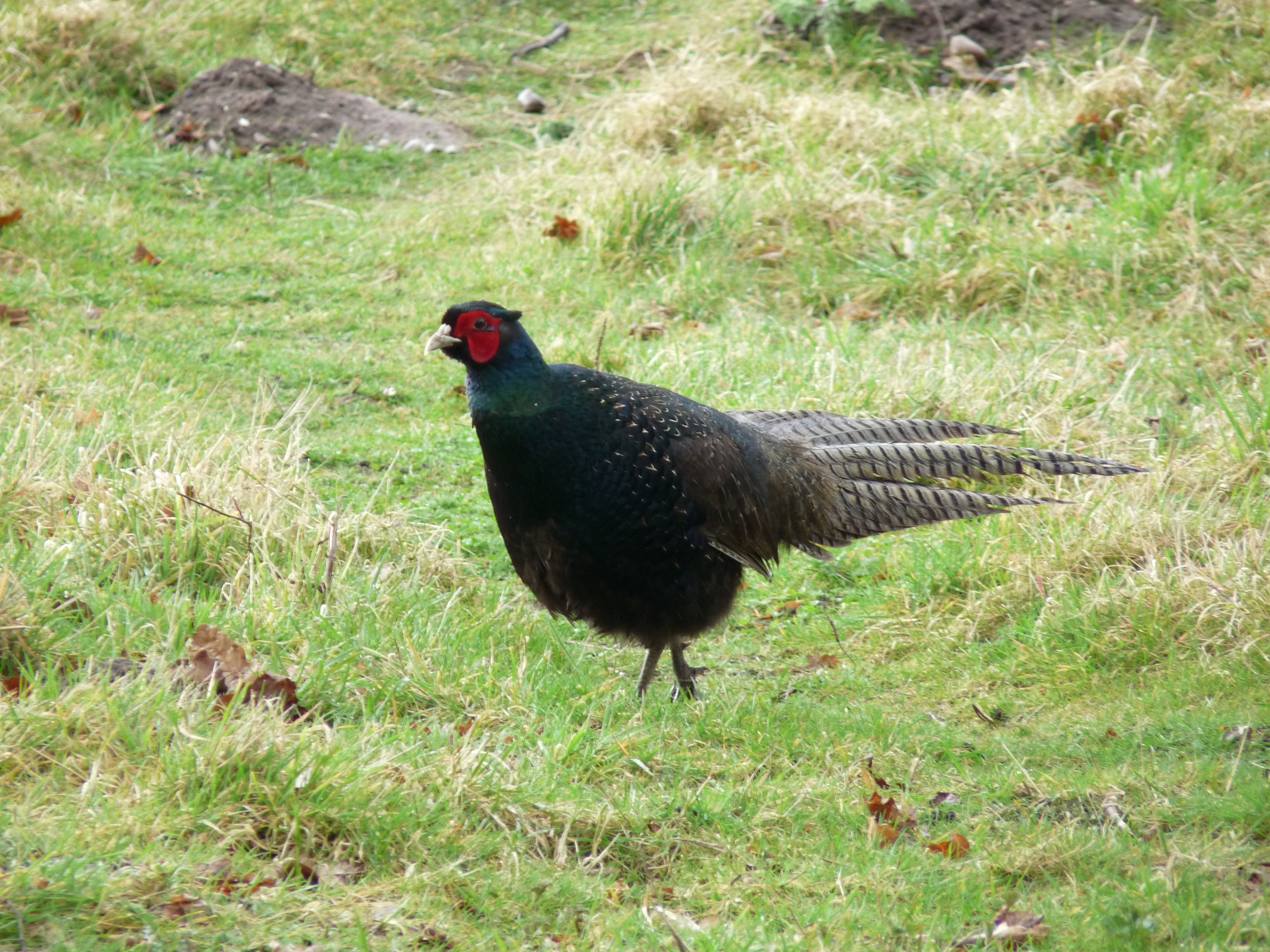
Fasanenhahn vom tenebrosus-Typ

Der Fasan gehört mit 70–90 cm Körperlänge beim Männchen (wobei etwa 45–60 cm auf den langen, spitzen Schwanz entfallen) und 55–70 cm beim Weibchen (dessen Schwanz etwa 20–25 cm lang ist) zu den mittelgroßen Hühnervögeln. Die Flügellänge liegt bei mitteleuropäischen Hähnen zwischen 230 und 267 mm, bei der Henne zwischen 218 und 237 mm. Einige Unterarten weisen größere Maße auf. Das Gewicht eines adulten Hahnes beträgt zwischen 1,4 und 1,5 kg, das einer Henne zwischen 1,1 und 1,4 kg.
Die Füße sind unbefiedert. Männchen haben einen nach hinten gerichteten Sporn am Lauf, der mit dem Alter in der Länge wächst. Weibchen haben an Stelle des Sporns einen kleinen Knopf, der auch fehlen kann. Die Iris ist beim Hahn blass orange, bei der Henne orange bis bernsteinfarben und bei Küken braun. Der Schnabel ist beim Hahn grünlich hornfarben, bei der Henne dunkel bräunlich hornfarben. Die Geschlechter weisen einen deutlichen Sexualdimorphismus bezüglich des Gefieders auf.

### Männchen
Beim Hahn sind Kopf und Hals glänzend dunkelgrün, wobei die glänzenden Partien auf dem Scheitel bronzefarben, an den Halsseiten purpur bis blau überhaucht sind. Die Federn am Hinterkopf sind verlängert und bilden die gattungstypischen „Federohren“. Die nackten Kopfseiten sind intensiv rot und tragen Schwellkörper, die zur Fortpflanzungszeit zu Stirn- und Kinnlappen erweitert sind und als „Rosen“ bezeichnet werden. Eine kleine, schmale Partie unter dem Auge ist befiedert. Die Federn an Nacken, Brust, Körperseiten und Flanken sind kupferfarben bis rötlich golden mit dunklerer Basis und tragen einen blauschwarz glänzenden Saum oder einen entsprechenden Spitzenfleck. Zur Brust hin sind sie deutlich gerundet und, je nach Unterart oder Stammform, mehr oder weniger breit gerandet. Die Rücken- und Schulterfedern sind dunkel kupferrot und tragen einen sandfarbenen, u-förmig schwarzgerandeten Mittelfleck. Bürzel und Oberschwanzdecken zeigen ein grünlich-purpurn glänzendes Kupferrot. Die Unterseite ist matt schwarzbraun mit dunkel glänzenden, zu den Unterschwanzdecken hin rötlich glänzenden Spitzen. Die Unterschwanzdecken sind rotbraun und zeigen teils einen schwarzglänzenden Spitzenfleck.
Die Handschwingen sind dunkelbraun, die Armschwingen hellgraubraun und tragen unregelmäßige, beige Querbinden. Die Außenfahnen der Armschwingen sind bräunlich verwaschen. Die großen Oberflügeldecken sind gelblich graubraun und tragen auf der Außenfahne eine helle, bogenförmige Zeichnung mit dunklen Rändern. Die übrigen Flügeldecken sind zimtfarben und zeigen wie die inneren Armschwingen einen kupfrigen Glanz.
Die mittleren Schwanzfedern sind stark verlängert und auf gelb- bis olivbraunem Grund fein schwarzgesprenkelt und in einigem Abstand breit quergebändert. Die Sprenkelung nimmt zu den Rändern hin zu, die Querbinden werden zum Kiel hin breiter und laufen zum Rand hin aus.

### Weibchen
Im Gegensatz zu dem des Hahns ist das Kleid der Henne recht unauffällig und hat eine insgesamt bräunliche Tarnfärbung. Der Scheitel ist schwarzbraun mit hellen Säumen und Binden, die Halsoberseite zeigt ein Rötlichbeige mit schwarzen, subterminalen Flecken. Zügel und Überaugenstreif sowie ein Fleck zwischen dem Auge und den Ohrdecken sind hellbeige. Letzterer ist unten schmal schwarz gerandet. Das Kinn ist rötlich beige, Kehle und Vorderbrust sind rötlichbraun mit dunklen Federzentren und rosa Säumen. Die übrige Brust und die Flanken sind deutlich brauner mit grober, dunkler Zeichnung. Die Unterseite und die Unterschwanzdecken sind auf hell bräunlichem Grund dunkel quergewellt. Die Federn der Oberseite sind rotbraun mit einem sandfarbenen und schwarzen Fleck in U-Form, hellem Saum und schwarzem, mittigen Keilfleck. Auf den Schultern zeigen die Federn einen kastanienfarbenen, teils kupfern schillernden Subterminalfleck. Die Schwingen ähneln denen des Männchens, zeigen aber ein deutliches, weniger verwaschenes Muster. Die großen Oberflügeldecken sind dunkelbraun, die übrigen hell graubraun und tragen eine heller quergebänderte bzw. gesprenkelte Zeichnung. Die Steuerfedern tragen auf rötlich braunem Grund breite dunkle Querbänder mit heller Mitte und sandfarbene Ränder.

### Jungvögel
Das Dunenkleid ist unterseits rahmfarben bis beige, oberseits etwas dunkler gelblich braun gefärbt. Vom Scheitel verlaufen ein breiter, dunkel gefasster, rotbrauner Streifen, helle Scheitelseitenstreifen und dunkle Überaugenstreifen bis in den Nacken. Hinter dem Auge befindet sich ein dunkler Fleck. Das Kopfmuster setzt sich auf dem Rücken mit breitem Mittelstreif und blasseren Seitenstreifen fort. Die Flügel sind rostbraun mit hellem Saum. Die Grundfärbung ist recht variabel. So gibt es rotbraune Individuen mit schwächerem Muster.
Im Jugendkleid sind Fasane unterseits ähnlich wie die Henne gefärbt, die Steuerfedern sind noch recht kurz. Kopf und Hals sind oberseits dunkelbraun, die Oberseite ist schwarzbraun mit hellbraunen Säumen und Schaftstrichen. Das Flügelgefieder ähnelt dem der Altvögel, ist aber teils noch verwaschen gezeichnet. Die Geschlechter unterscheiden sich nur geringfügig. Im ersten Jahreskleid sehen die Jungvögel bereits wie Altvögel aus.

### „Jagdfasan“
In Europa und anderen Teilen der Welt, in denen die Art eingebürgert wurde, gibt es Mischformen mit den Merkmalen meist mehrerer Unterarten, die man unter der Bezeichnung „Jagdfasan“ zusammenfasst. Je nach Ausprägung der Unterartmerkmale kann man vor allem zwei Typen unterscheiden. Der colchicus-Typ („Böhmischer Kupferfasan“) ist der oben beschriebenen Nominatform recht ähnlich. Der torquatus-Typ („Chinesischer Reisfasan“) zeigt einen mehr oder weniger ausgeprägten weißen Halsring, der zur Brust oder zum Nacken hin offen sein kann. Zudem zeigt diese Form meist einen helleren Scheitel und einen oft dunkel gesäumten, weißen Brauenstrich. Die Grundfärbung des Vorderrückens ist eher bräunlich bis golden. Die Bürzel- und Oberschwanzdecken-Partie changiert blau- bis grüngrau, zeigt aber mehr oder weniger breit fuchs- bis kupferrote Bürzelseiten. Die kupferroten Federn der Vorderbrust sind an der Spitze relativ stark eingeschnitten und schmaler gerandet als beim colchicus-Typ. Die hellen Federn der Flanken und der hinteren Brust sind strohgelb bis golden, die Steuerfedern sind hell oliv mit recht breiten Querbinden und violettrotem Rand. Die Oberflügeldecken zeigen ein bläuliches Grau. Weibchen vom torquatus-Typ sind heller als beim colchicus-Typ mit breiteren, hellen Federsäumen, Kinn und Kehle sind oft ganz ohne schwarze Zeichnung.
Vielfach sind in Europa und Nordamerika auch Vögel der mittelasiatischen mongolicus-Gruppe eingekreuzt, was an den weißen Oberflügeldecken und dem vorne nicht geschlossenen Halsring erkennbar ist.

#### Mutationen und Zuchtformen
In der Fasanenzucht sind immer wieder Mutationen aufgetreten, von denen einige als reinvererbende Rassen herausgezüchtet wurden und mehrere auch gelegentlich neben den beschriebenen Haupttypen in freilebenden Populationen auftreten.
Der häufigste Typ ist der tenebrosus-Typ. Obwohl er dem japanischen Buntfasan (Phasianus versicolor) nicht unähnlich ist, handelt es sich um eine melanistische Form – Mischformen mit letzterer Art sehen deutlich anders aus. Er entstand um 1880 in Norfolk und hat sich seit den 1930er Jahren vor allem in England und Amerika durchgesetzt. Die Oberseite des Männchens ist überwiegend metallisch grün. Flügeldecken und Unterbauch sind dunkel bräunlich und der Schwanz goldbraun mit bronzefarbenen Säumen und schwarzer Bänderung. Brust- und Körperseiten zeigen eine purpurglänzend dunkelblaue Färbung mit isabellfarbenen Schaftstreifen. Die Henne ist rußschwarz.
Eine weitere Mutation ist der Isabellfasan, bei dem die verschiedenen, sonst kupferfarbenen und rotbraunen Partien des Männchens blass isabellfarben sind, Kopf und Hals aber wie sonst auch glänzend dunkelgrün. Die Variante tritt auch bei wildlebenden Populationen auf und pflanzt sich meist reinerbig fort.
Zwei weitere Mutationen sind der Weiße Jagdfasan, der nahezu pigmentlos ist, und der Gescheckte Jagdfasan, bei dem man eine rotscheckige und eine blauscheckige Variante unterscheidet. Hierbei handelt es sich meist um reine Zuchtformen.

## Mauser
Die Mauser der Altvögel ist eine Vollmauser; sie findet nach der Fortpflanzungszeit ab Juni oder Juli statt und ist meistens bis September, manchmal erst im Oktober abgeschlossen. Hähne mausern etwas früher als Hennen, die, wenn sie Junge führen, meistens zeitgleich mit deren Jugendmauser zu mausern beginnen. Letztere setzt ein, bevor das Dunenkleid vollständig abgelegt ist. Mit etwa 140 Tagen sind die Jungvögel weitgehend ausgefiedert und die Geschlechter deutlich zu unterscheiden. Das Großgefiederwachstum ist aber erst einen Monat später abgeschlossen.

## Stimme

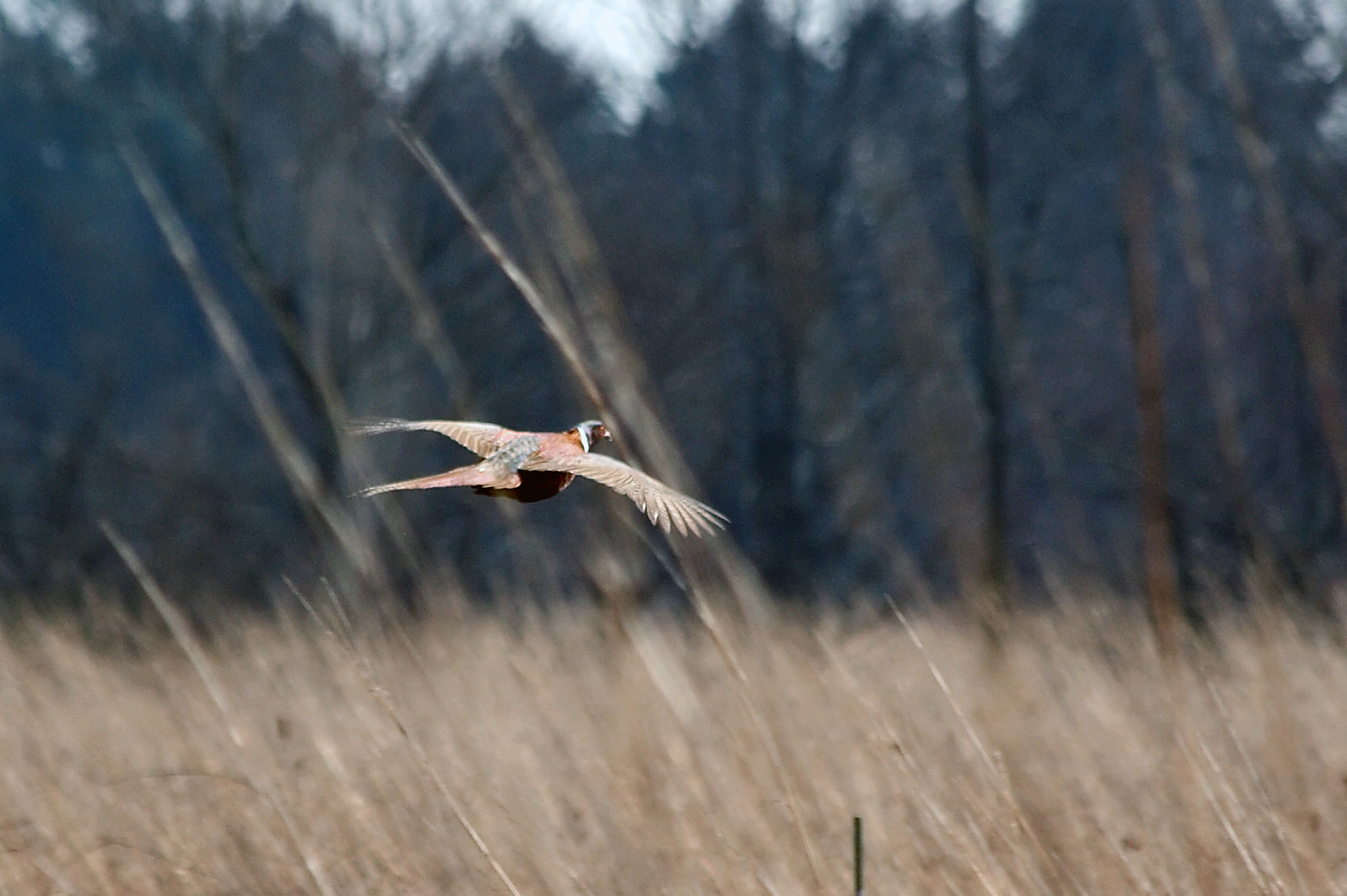
Fasanenhahn im Flug

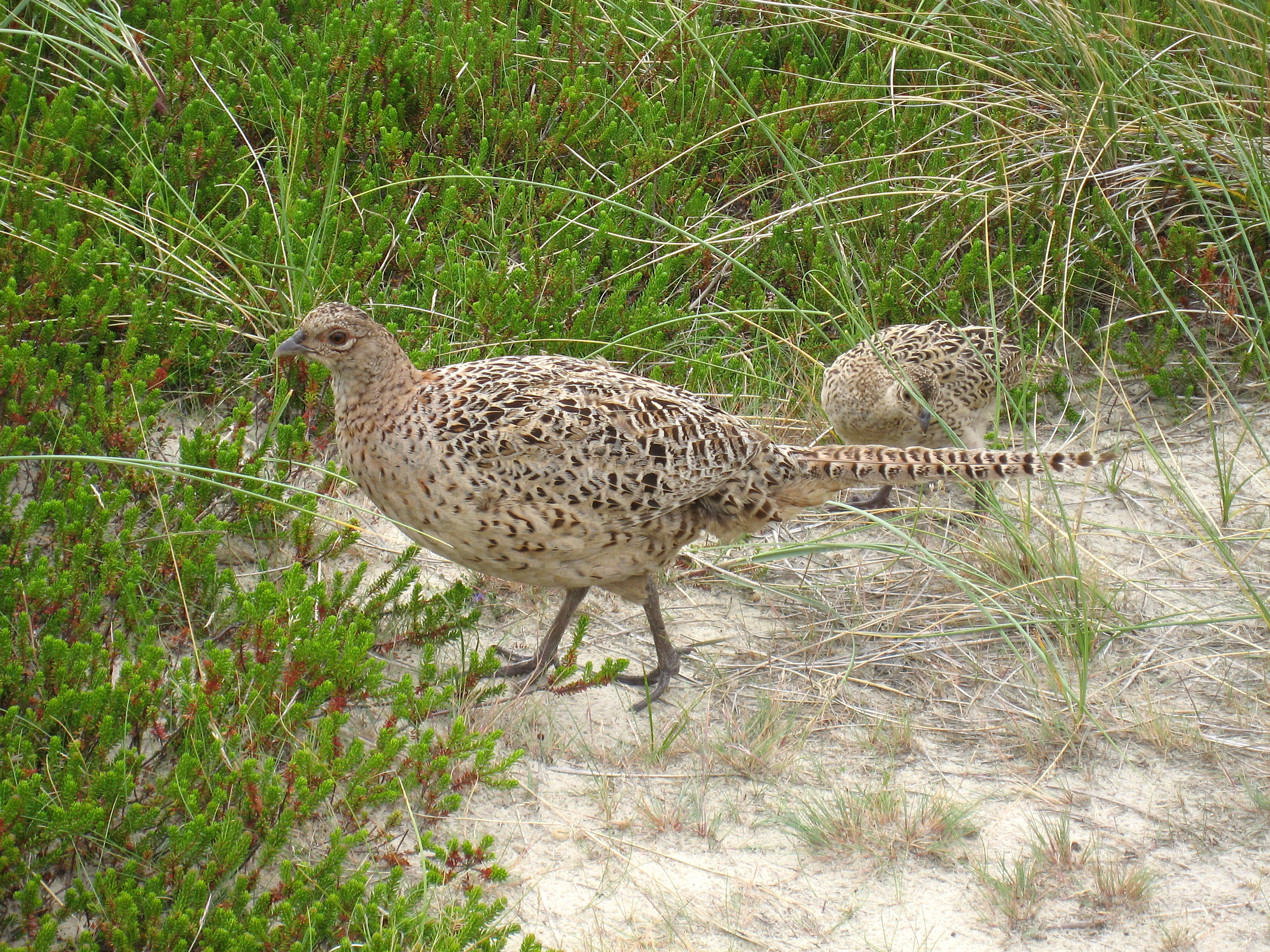
Fasane begeben sich in den Morgenstunden und am Abend auf Nahrungssuche

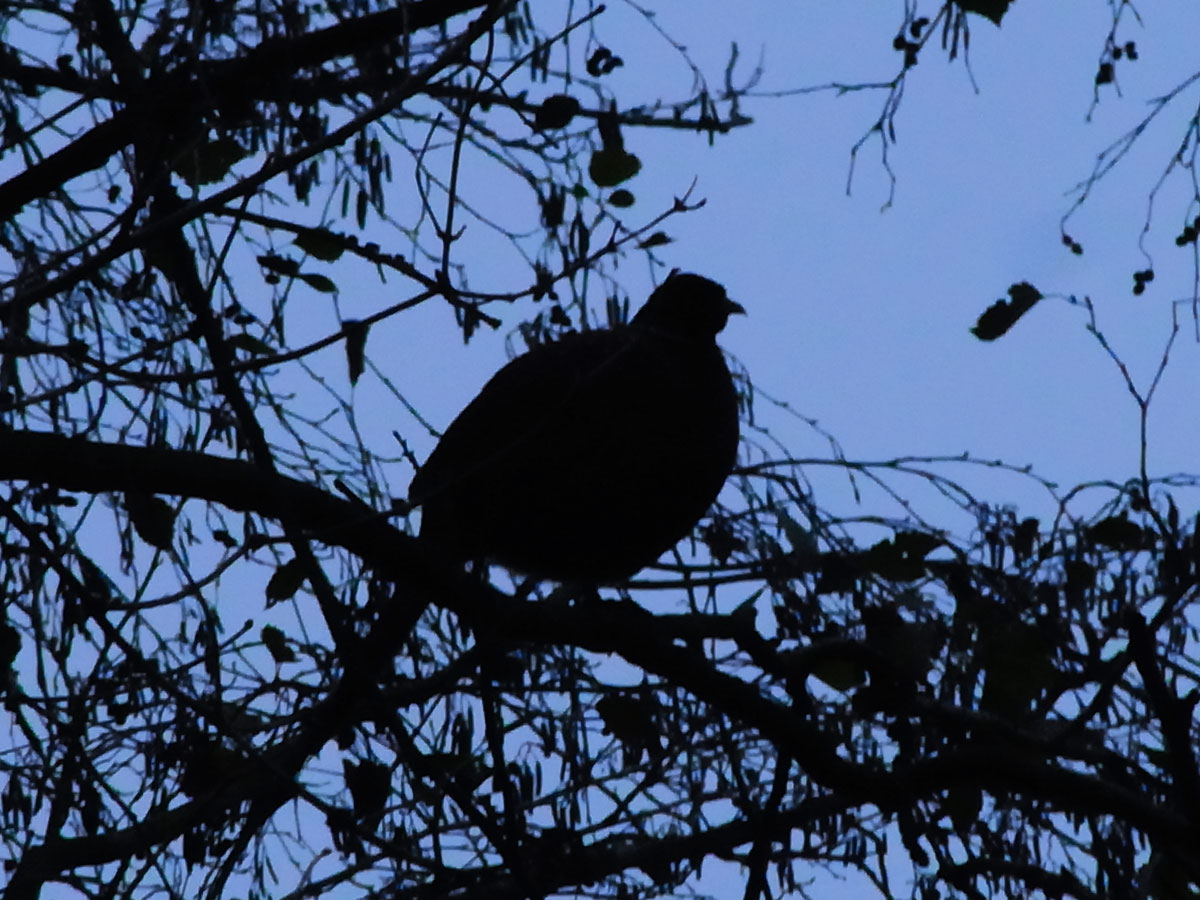
Fasanenhahn auf Schlafbaum in der Abenddämmerung

Der Fasanenhahn verfügt über ein breites Lautrepertoire, das zu einem großen Teil aus unmelodisch rauen, krähenden oder metallisch lauten Rufen besteht. Häufigster Ruf ist der Revierruf, der zur Fortpflanzungszeit, vereinzelt aber auch im Herbst zu hören ist – ein zweisilbiges, lautes und unmelodisches göö-gock oder kotock (Hörbeispiel). Die individuellen Rufe einzelner Hähne sind dabei auch für das menschliche Ohr gut zu unterscheiden. Diesjährige Hähne äußern im Herbst bereits eine noch nicht ganz ausgereift klingende Variante. Aufgescheuchte Hähne geben ein gögök ähnlicher Qualität von sich, das bei Aufregung gereiht vorgetragen wird und sich zu einem fast kreischenden kuttuk-kuttuk kuttuk kuttuk-uk steigern kann (Hörbeispiel). Beim abendlichen Aufsuchen des Schlafplatzes wird zur Fortpflanzungszeit ein zwei- bis dreisilbiger Melderuf, ein kokokok oder toketok, geäußert. Weitere Rufe sind meist nur während des Balzgeschehens oder bei Kampfhandlungen zu vernehmen, wie ein in Balzstimmung laufend geäußertes, gluckendes gu gu gu guuu oder der Futterlockruf gaugau gau oder kutj kutj kutj. Von streitenden Hähnen hört man ein trr-trr-trr-trr oder ein tiefes, raues krrrah als Kampfruf. Misstrauen wird mit vorgestrecktem Kopf und einem krrk-Laut ausgedrückt.
Die Lautäußerungen der Hennen sind wenig auffällig und selten zu vernehmen. Aufgescheucht äußern sie ein zischendes zi-zik zi-zik oder bei großer Erregung ein durchdringendes iii-äss iii-äas. Die bei Streitigkeiten unter Hennen geäußerten Laute ähneln denen der Hähne. Als Paarungsaufforderung wird ein raues kia kia abgegeben.
Führt das Weibchen Küken, kann man bisweilen einen tiefen, gereihten Warnruf, einen gluckenden Sammelruf oder ein hohes ki ki ki … als Lockruf vernehmen. Die bis zu sieben Wochen alten Küken äußern ein ter-rit oder ter-wit als Stimmfühlungsruf. Der Warnlaut ist ein lautes tjurip. Fühlen sie sich verlassen, geben sie ein langgezogenes tiieerp von sich.

## Verhalten und Aktivität
Der Fasan schreitet meist mit recht langen Schritten, wobei der Schwanz in der Waagerechten oder schräg in die Höhe gehalten wird. Wird er aufgescheucht, fliegt er geräuschvoll auf, aber meist nur über kurze Strecken. Geschieht dies mehrfach, versucht er schließlich, zu Fuß zu entkommen und Deckung zu finden. Er läuft schnell und ausdauernd. Der Flug wirkt unbeholfen mit flatterndem Flügelschlag, ist aber mit 40–60 km/h recht schnell. In dichtem Gelände fliegt der Fasan oft nahezu senkrecht auf. In den Sumpfgebieten seines mittelasiatischen Verbreitungsgebiets bewegt sich der Fasan zum Teil auch über kurze Strecken schwimmend fort.
Fasane schlafen meistenteils in Bäumen, manche Unterarten wohl auch auf dem Boden oder im dichten Schilf. Im Sommerhalbjahr beginnen die Hähne etwa eine bis anderthalb Stunden vor Sonnenaufgang zu rufen und verlassen den Schlafplatz bei Sonnenaufgang. Bei vollem Tageslicht ist dann der Revierruf immer wieder in kurzen Abständen zu vernehmen, und die Vögel beginnen auf offenen Flächen des Reviers mit der Nahrungsaufnahme. Nach zwei bis drei Stunden wird oft eine Tränke und danach ein Ruheplatz aufgesucht. Der Rückzug wird wieder von Revierrufen begleitet. Der Ruheplatz liegt meist gut verborgen im Buschwerk, wo in ausgescharrten Mulden Sandbäder genommen und die Mittagsstunden ruhend verbracht werden. Ein zweiter Aktivitätsgipfel liegt in den späten Nachmittagsstunden, die wiederum mit der Nahrungssuche verbracht werden, bevor sich dann die Vögel nach Sonnenuntergang mit gefülltem Kropf zu den Schlafplätzen zurückziehen. Von dort sind dann die abendlichen Melderufe bis zum Einbruch der Dunkelheit zu vernehmen. Bei schlechtem Wetter kann sich der Ablauf verzögern, im Winter ist die Aktivität oft stark eingeschränkt. Bei winterlicher Kälte übernachten die Vögel oft in eng zusammenrückenden Schlafgemeinschaften.

## Verbreitung

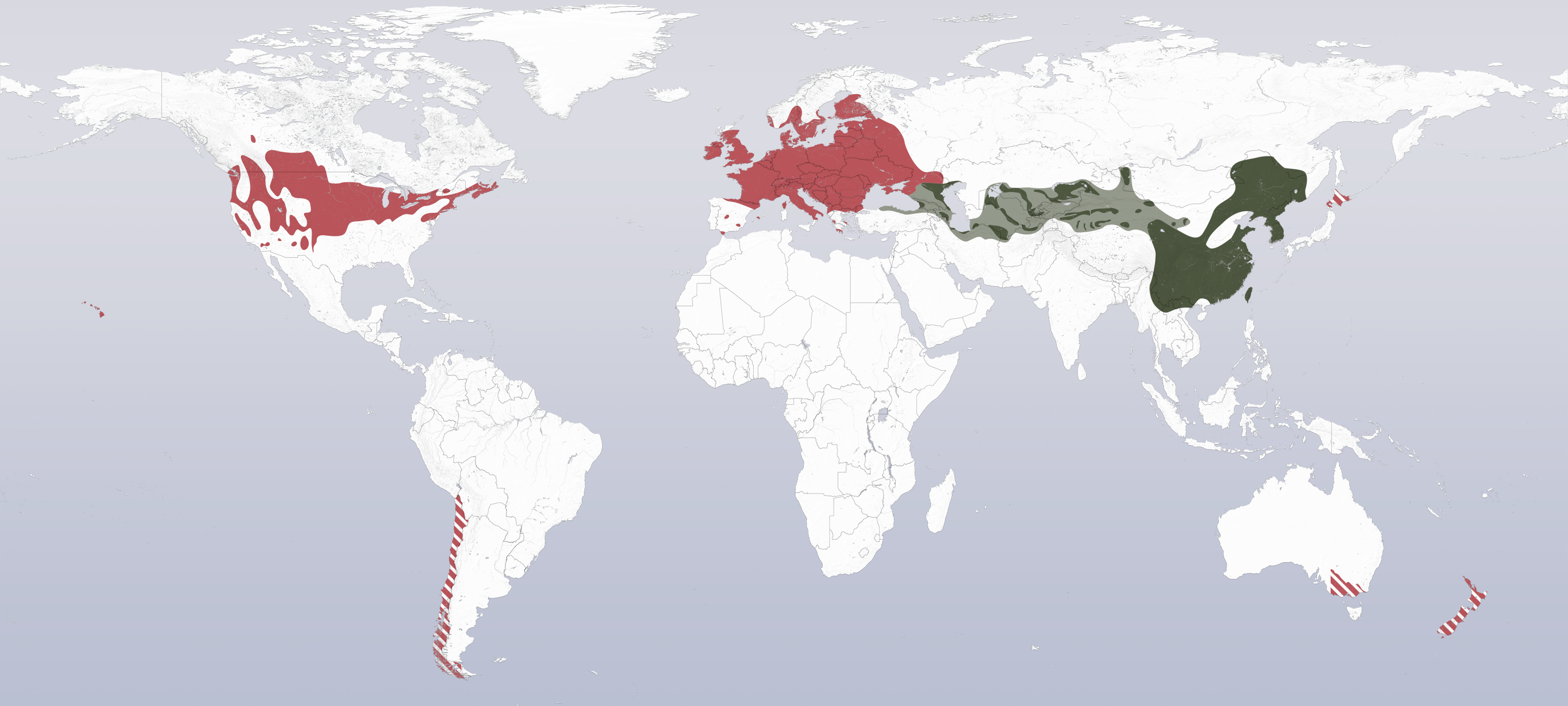
Natürliches Verbreitungsgebiet (schematisiert: grau / detailliert: schwarz) und Einbürgerungen (rot) des Fasans. Für die rotgestreiften Gebiete gibt es Erwähnungen von Vorkommen, aber keine genauen Verbreitungsangaben.

Die natürliche Verbreitung des Fasans erstreckt sich durch den Süden der Zentral- und Ostpaläarktis sowie über Teile der Orientalischen Region. Sie reicht zum einen vom Schwarzen Meer in einem breiten Gürtel südlich der Wald- und Steppenzone ostwärts bis ins westchinesische Qinghai und zum Südrand der Gobi. Das Areal ist hier sehr stark zergliedert, wobei die Teilareale meist auf einzelne Unterarten entfallen und größtenteils isoliert voneinander liegen. Zum anderen erstreckt sich östlich davon vom äußersten Südosten Sibiriens und dem nordöstlichen China ein großes, geschlossenes Areal südwärts über den größten Teil Chinas sowie Korea und Taiwan bis in den Norden von Vietnam, Laos, Thailand und Myanmar. Hier sind die Übergänge zwischen den Unterarten meist fließend.
Ob es sich bei den Populationen an der türkischen Schwarzmeerküste, in Thrakien und Makedonien um autochthone Vorkommen handelt, ist umstritten.
Zudem wurde die Art in vielen Teilen der Welt mit unterschiedlichem Erfolg eingebürgert. Heute besiedelt sie große Teile Europas. Selten ist sie hier nur in Griechenland, den italienischen Alpen und in Teilen des südlichen Frankreichs. Auf der iberischen Halbinsel sowie im Norden Fennoskandiens fehlt sie fast ganz. In Nordamerika kommt sie in weiten Teilen des südlichen Kanada und den gemäßigten Breiten der USA vor und wurde zudem auf Hawaii eingebürgert. Lokal gibt es die Art in Chile, auf beiden Hauptinseln Neuseelands und im südaustralischen Bundesstaat Victoria. Auch auf zahlreichen Inseln hat es Ansiedelungsversuche gegeben.
In Japan wurde die Unterart Ph. c. karpowi auf Hokkaidō eingebürgert.

## Geografische Variation

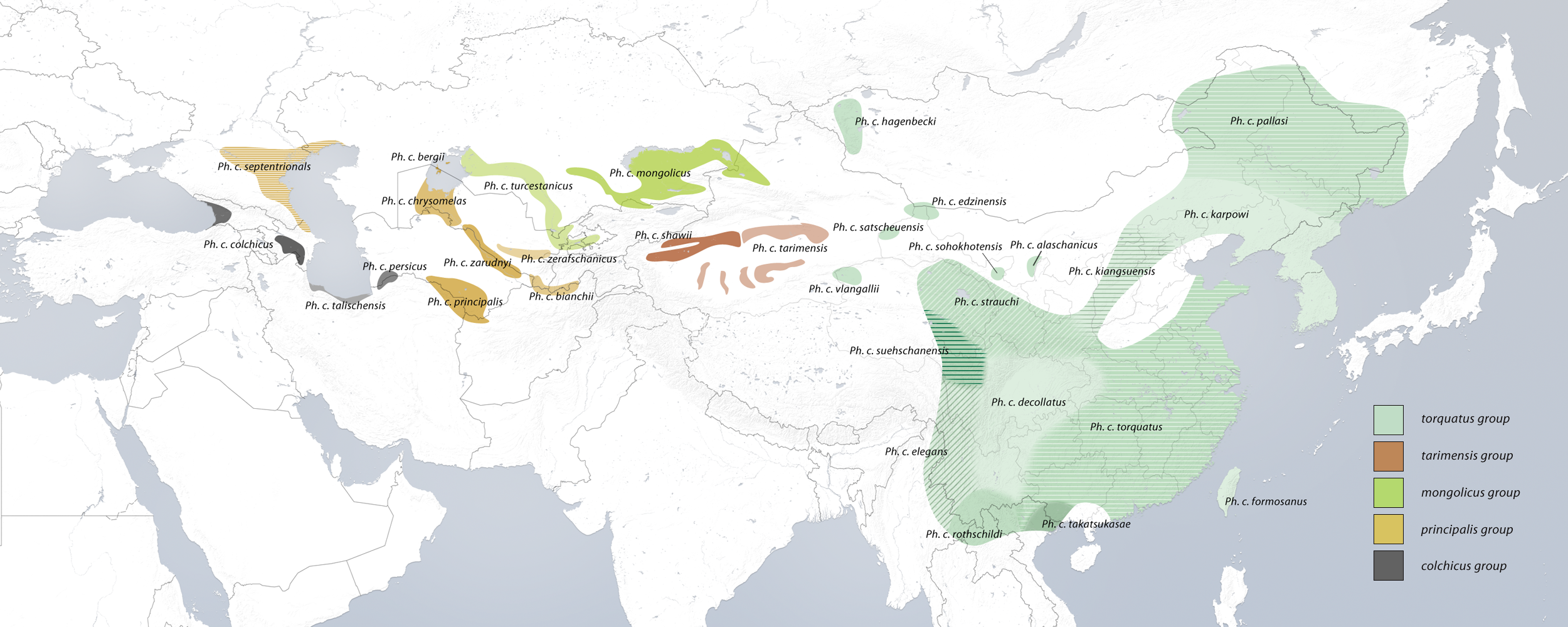
Natürliche Verbreitung, Unterarten und Unterartengruppen des Fasans

Die geografische Variation der Weibchen ist wenig ausgeprägt, die der Männchen aber sehr deutlich, so dass über 30 Unterarten in 5 Gruppen unterschieden werden können. Dabei verlaufen die Unterschiede teils sehr allmählich (klinal), teils gibt es deutliche Brüche zwischen geografisch benachbarten Populationen. Ein Merkmal, das in einer deutlich klinalen Reihe variiert, ist die Ausprägung der überwiegend kupferfarbenen Brustfedern, die bei den westlichen Unterarten an der Spitze wenig eingekerbt und breit schwarz gerandet, nach Osten hin stärker eingekerbt und schmal schwarz gerandet bis bespitzt sind.

### torquatus-Gruppe
Die Unterarten dieser Gruppe, die vorwiegend in China beheimatet ist, zeigen einen grünlich- oder bläulichgrauen Bürzel und bläulichgraue Oberflügeldecken. Der Schwanz ist auf gelblich- bis olivbraunem Grund breit schwarz gebändert. Bei den östlichen Unterarten sind ein weißer Halsring und helle Brauenstreifen ausgeprägt. Bei den beiden Unterarten strauchi und sohokhotensis ist der erstere schmal, der letztere fehlt. Bei den westlicheren Unterarten fehlt – mit Ausnahme der isolierten Population hagenbecki – auch der Halsring.
- Ph. c. pallasi Rothschild, 1903 – südöstliches Sibirien und nordöstliches China
- Ph. c. karpowi Buturlin, 1904 – nordöstliches China (südliche Mandschurei und nördliches Hebei) und Korea, auf Hokkaidō eingebürgert
- Ph. c. kiangsuensis Buturlin, 1904 – nordöstliches China (nördliches Shanxi und Shaanxi) sowie südöstliche Mongolei
- Ph. c. alaschanicus Alphéraky & Bianchi, 1908 – nördliches und mittleres China (westliche Ausläufer des Helan-Gebirges)
- Ph. c. edzinensis Sushkin, 1926 – isoliertes Vorkommen in Oasen der Gobi im Becken des unteren Edsin Gol, Norden von Gansu
- Ph. c. satscheuensis Pleske, 1892 – isoliertes Vorkommen in der Region Dunhuang, äußerster Westen von Gansu
- Ph. c. torquatus Gmelin, 1789 – östliches China (Shandong und südwärts bis zur vietnamesischen Grenze)
- Ph. c. takatsukasae Delacour, 1927 – südliches China (Süden von Guangxi) und nördliches Vietnam
- Ph. c. formosanus Elliot, 1870 – Taiwan
- Ph. c. strauchi Przevalski, 1876 – mittleres China (südliches Shaanxi und südliches und mittleres Gansu)
- Ph. c. sohokhotensis Burtulin, 1908 – Soho-Khoto-Oase bei Minqin, östliches Gansu, eventuell sind auch die Vögel im Qilian-Gebirge dieser Unterart zugehörig
- Ph. c. vlangallii Przevalski, 1876 – isoliertes Vorkommen in den Schilfsümpfen westlich des Qaidam-Beckens im Nordwesten von Qinghai
- Ph. c. suehschanensis Bianchi, 1906 – westliches und mittleres China (Nordwesten von Sichuan)
- Ph. c. elegans Elliot, 1870 – westliches und mittleres China (westliches Sichuan)
- Ph. c. decollatus Swinhoe, 1870 – mittleres China (Sichuan ostwärts bis ins westliche Hubei und südwärts bis ins nordöstliche Yunnan und nach Guizhou)
- Ph. c. rothschildi La Touche, 1922 – südliches und mittleres China (östliches Yunnan) und nördliches Vietnam
- Ph. c. hagenbecki Rothschild, 1901 – isoliertes Vorkommen im Westen der Mongolei: nördlicher Gobi-Altai bis zum Khara-Usu-See und Flussbecken des Chowd Gol bis zum Achit Nuur

### tarimensis-Gruppe
Diese beiden Unterarten stehen zwischen den westlichen und den chinesischen Unterarten. Die Brustfedern sind relativ stark eingeschnitten und die Steuerfedern auf gelblichem Grund breit gebändert wie bei der torquatus-Gruppe. Zudem haben sie ein grünglänzendes Band um die Bauchmitte.
- Ph. c. shawii Elliot, 1870 – westliches und südliches Xinjiang von Hotan ostwärts durch das Tarimbecken bis zum Unterlauf des Aksu, am Oberlauf des Tarim
- Ph. c. tarimensis Pleske, 1888 – Ost- und Südteil des Tarimbeckens bis zum Lop Nur, Mischpopulationen mit shawii westwärts bis Maralbexi

### mongolicus-Gruppe
Diese Gruppe bewohnt – im Gegensatz zu dem, was der Name impliziert – nicht die Mongolei, sondern lebt westlich des Altai. Die beiden Unterarten zeigen einen breiten, vorne nicht geschlossenen, weißen Halsring und oberseits ein grünglänzendes Kupferrot, weiße Oberflügeldecken und rötliche Bürzel. Die Bänderung des eher rötlichen Schwanzes ist schmal.
- Ph. c. turcestanicus Lorenz, 1896 – Kasachstan, Flusstal des Syrdarja
- Ph. c. mongolicus J. F. Brandt, 1844 – Südost-Kasachstan vom Qaratau bis zum Siebenstromland und bis nach Xinjiang

### principalis-Gruppe
Diesen Unterarten fehlt der Halsring oder er ist nur angedeutet. Die Oberseite ist rötlich getönt und die Oberflügeldecken sind weiß. Auch hier ist der Bürzel rotbraun und der rötliche Schwanz schmal gebändert.
- Ph. c. zerafschanicus Tarnovski, 1893 – Tal des Serafschan von Samarkand westwärts
- Ph. c. chrysomelas Severtsov, 1875 – Unterlauf des Amudarja von Darganata abwärts
- Ph. c. bergii Zarudny, 1914 – Inseln im Aralsee
- Ph. c. bianchii Buturlin, 1904 – Oberlauf des Amudarja von Kelif in Turkmenistan ostwärts bis ins östliche Usbekistan, das südliche Tadschikistan und den Norden Afghanistans
- Ph. c. zarudnyi Buturlin, 1904 – Täler des mittleren Amudarja von Kerki nordwärts bis Darganata
- Ph. c. principalis P. L. Sclater, 1885 – Östliche Ausläufer des Kopet-Dag, Flusstäler von Tejen, Murgab und Kushka, im Iran bis Chorasan und in Afghanistan bis zum Tal des Hari Rud
- Ph. c. septentrionalis Lorenz, 1888 – Flussniederungen von Kuban, Terek und Kuma sowie nordwestliche Küste des Kaspischen Meeres

### colchicus-Gruppe
Diese Gruppe ist eher purpurn getönt und der Halsring fehlt. Die Oberflügeldecken sind gelbbraun und der Bürzel rotbraun. Der rötliche Schwanz ist schmal gebändert, wie bei allen westlichen Unterarten.
- Ph. c. persicus Severtsov, 1875 – Gebiet des Kopet-Dag, vermischt sich im Westen mit Ph. c. talischensis
- Ph. c. talischensis Lorenz, 1888 – Südrand des Kaspischen Meeres von der unteren Kura bis Babolsar
- Ph. c. colchicus Linnaeus, 1758 – Westliches Georgien, nordöstliches Aserbaidschan, südliches Armenien und nordwestlicher Iran

## Systematik
Von einigen Autoren wird auch der in Japan beheimatete Buntfasan (Phasianus versicolor) mit den drei Unterarten versicolor, robustipes und tanensis dem Fasan zugeordnet. Dafür spricht, dass die Ausprägung der Brustfedern die eindeutige Fortsetzung der klinalen Reihe bei den Unterarten von Phasianus colchicus darstellt und auch die Steuerfedern, der Bürzel und die Oberflügeldecken sich von der letztgenannten Art nicht deutlich abheben. Auffälliges Unterscheidungsmerkmal ist aber die dunkelgrüne Färbung des Körpergefieders, so dass der Buntfasan meist als eigene Art mit dem Fasan in eine Superspezies gestellt wird.

## Lebensraum

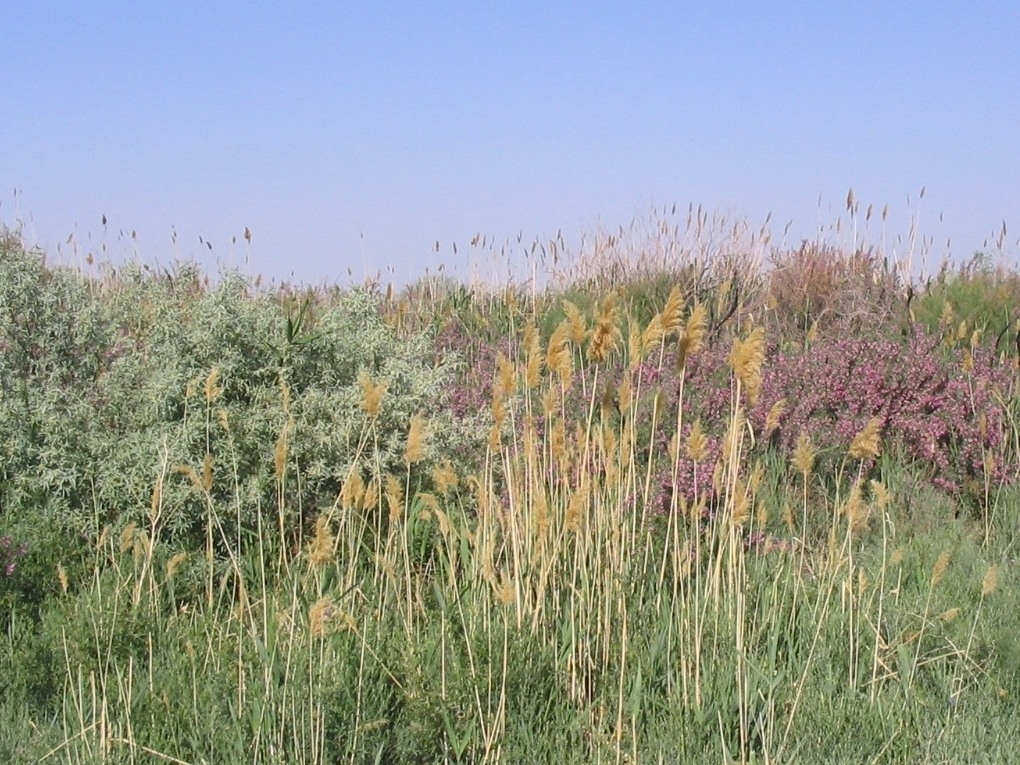
Entlang der Flüsse Mittelasiens besiedelt der Fasan oft Tugais – schmale Uferwälder aus Weiden, Euphratpappel, Tamarisken, Paliurus und Süßholz

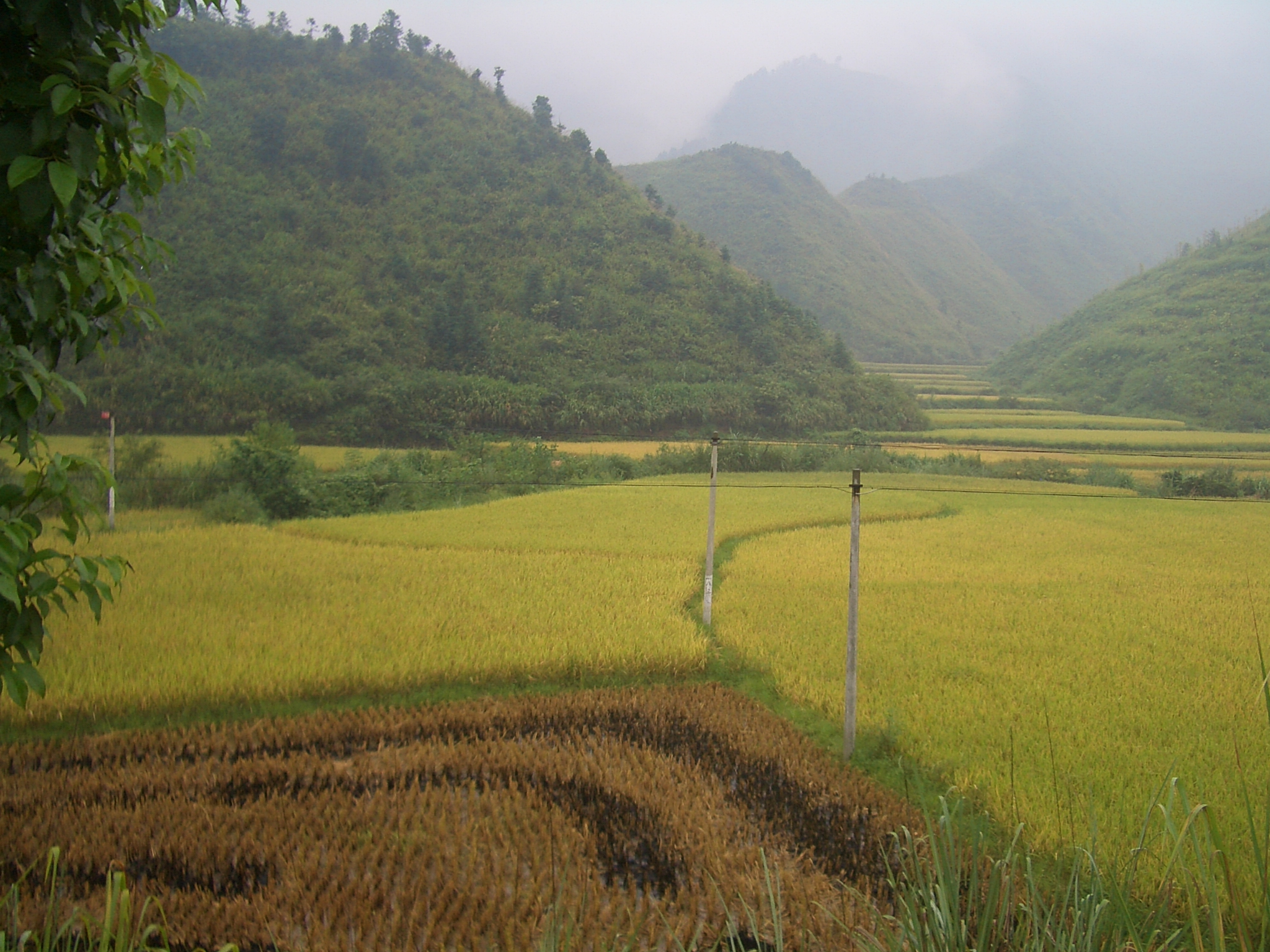
In seiner chinesischen Heimat lebt der Fasan oft in der Kulturlandschaft

Der Fasan benötigt in seinem Lebensraum ausreichende Deckung, offene Flächen, die zur Nahrungsaufnahme und zur Balz genutzt werden können, sowie ein ganzjährig gewährleistetes Nahrungsangebot. Eine weitere Voraussetzung ist das Vorhandensein von Trinkwasser: Besonders in den Trockengebieten Mittelasiens ist die Art daher an Flussläufe und Gewässer gebunden, doch auch in anderen Teilen des Verbreitungsgebiets werden solche Lebensräume bevorzugt angenommen. Im Winter werden schneereiche Gebiete gemieden, was oft die Höhenverbreitung limitiert. Im Sommer begnügt sich die Art teils auch mit notdürftiger oder kleinräumiger Deckung; im Winter muss diese auch bei strenger Witterung genügend Schutz bieten. Ist dies im Sommerrevier nicht gegeben, findet zum Winter hin ein Biotopwechsel statt. Die Art wandert aber meist nur wenige Kilometer. Aufgrund der geselligen Lebensweise im Winterhalbjahr können dann ganze Populationen mit relativ kleinen Überwinterungsgebieten auskommen.
Die ursprüngliche Verbreitung der Art liegt aufgrund dieser Ansprüche vor allem südlich der geschlossenen Wald- und Steppenzonen, wo natürlicherweise ein kleinräumiges Mosaik aus Feuchtgebieten, lichten Wäldern und Buschland sowie offenen Gras- und Halbwüsten optimale Bedingungen bietet. Diese Bedingungen finden sich auch in der europäischen Kulturlandschaft, so dass sich die Art hier im Vergleich zu anderen Hühnervögeln recht erfolgreich einbürgern ließ. Die einzelnen Unterarten unterscheiden sich dabei in ihren ökologischen Ansprüchen teils recht deutlich, was sich auch in den unterschiedlichen Einbürgerungserfolgen niedergeschlagen hat und an Orten, wo heute sowohl der colchicus- als auch der torquatus-Typ vorkommen, besonders auffällig wird. Während ersterer eher an Wälder gebunden ist, besiedelt der letztere durchaus auch relativ offene Gras- und Kulturlandschaften.
In der Kaukasusregion und am Kaspischen Meer kommt der Fasan in lichten Wäldern mit dichtem Unterwuchs aus Brombeeren, in Galerie- und Auwäldern, Röhricht- oder Weidenbeständen und sumpfigen Dickichten vor. Die Höhenverbreitung reicht hier in bewaldeten Tälern bis 800 m. Bisweilen besiedelt die Art hier auch Teeplantagen.
In den Trockengebieten zwischen dem Kaspischen Meer und dem Alai lebt der Fasan hauptsächlich an Flüssen und Gewässern und besiedelt hier Schilf- und Rohrbestände, Tamariskendschungel, Bestände aus Weiden und Ravennagras sowie Galeriewälder und Tugais. Seltener dringt die Art auch in Gebüsche in den Randbereichen der Trockensteppe vor. In der Kulturlandschaft ist sie auch an mit Pfahlrohr bewachsenen Gräben zu finden. In den Bergen kommt sie unter anderem in Gebüschen am Rande der Laubwaldzone vor, wandert aber im Winter in die Ebene ab. Die Höhenverbreitung reicht hier teils bis etwa 3400 m.
Die Unterarten des Tarimbeckens besiedeln hohe Grasbestände und Schilfdickichte. Über jene am Südrand der Gobi ist wenig bekannt.
Im geschlossenen ostasiatischen Verbreitungsgebiet bewohnen die drei westlichen Unterarten Ph. c. rothschildii, elegans und suehschanensis mit hohem Gras und Farnen bestandene Hänge und Gipfelflächen sowie – mit Ausnahme von suehschanensis – auch lichte Nadelwälder. Die nördlichen Unterarten Ph. c. pallasi, karpowi, strauchi und kiangsuensis zeigen ähnliche Ansprüche wie die der Kaukasusregion und der Buntfasan. Sie brauchen lichte Wälder mit dichtem Unterwuchs, Feldgehölze, Ufer- und Buschvegetation sowie zur Nahrungssuche weite Graswiesen, Felder oder Pflanzungen wie Teeplantagen. Diese Unterarten kommen auch im Bergland und auf Hochebenen in Höhen bis zu 3000 m vor.
Die südöstlichen Unterarten Ph. c. torquatus, takatsukasae, decollatus und formosanus leben bevorzugt in Schilfsümpfen, zeigen sich zur Nahrungssuche aber viel auf Ödland und in der Kulturlandschaft, wie beispielsweise Reis- und Getreidefeldern. Sie sind nicht an Wälder gebunden und bevorzugen die Ebene oder hügelige Vorgebirge.

## Ernährung
Die Nahrung des Fasans ist weitgehend vom Angebot bestimmt, den allergrößten Anteil macht dabei aber pflanzliche Kost aus. Lediglich in den ersten vier Lebenswochen besteht sie überwiegend aus Insekten, danach nimmt der Anteil der tierischen Nahrung stark ab. Die pflanzliche Nahrung besteht meist aus Sämereien, aber auch aus unterirdischen Pflanzenteilen wie Brutknöllchen, Zwiebeln und Wurzeln. Das Spektrum reicht dabei von den winzigen Samen kleiner Nelkengewächse bis hin zu Nüssen oder Eicheln. Hartschalige Früchte werden genauso gefressen wie für den Menschen giftige Beeren. Im ausgehenden Winter und im Frühling werden vermehrt Sprosse und frische Blättchen aufgenommen. Das Spektrum der tierischen Nahrung reicht von winzigen Arthropoden über Regenwürmer und Schnecken bis hin zu kleinen Wirbeltieren wie jungen Schlangen oder Wühlmäusen. Kleininsekten und deren Larven werden oft in erstaunlicher Menge und Individuenzahl aufgesammelt. Zur Verdauung werden 1–5 mm große Kiesel (Gastrolithen) oder in deren Ermangelung Teile von Schneckenhäusern oder kleine Knochen aufgenommen. Zur Fortpflanzungszeit werden von den Weibchen vermehrt kalkhaltige Kiesel geschluckt, die möglicherweise am Geschmack erkannt werden.
Die Nahrungssuche erfolgt überwiegend am Boden, wobei teils mit den Füßen in der Erde gescharrt, zu einem überwiegenden Teil aber in seitlicher Bewegung mit dem Schnabel gegraben wird. Dabei arbeitet sich der Vogel auch bisweilen durch bis zu 30–35 cm tiefen Neuschnee. Kleine Lebewesen werden in geduckter Pirschjagd erbeutet, hängende Beeren teils vom Boden hochspringend, teils aber auch sitzend in Bäumen und Sträuchern abgeerntet. Oft wird die Nahrung in Form winziger Bestandteile aufgepickt, aus größeren Früchten werden Stücke herausgebissen.

## Wanderungen und Wintergesellschaften

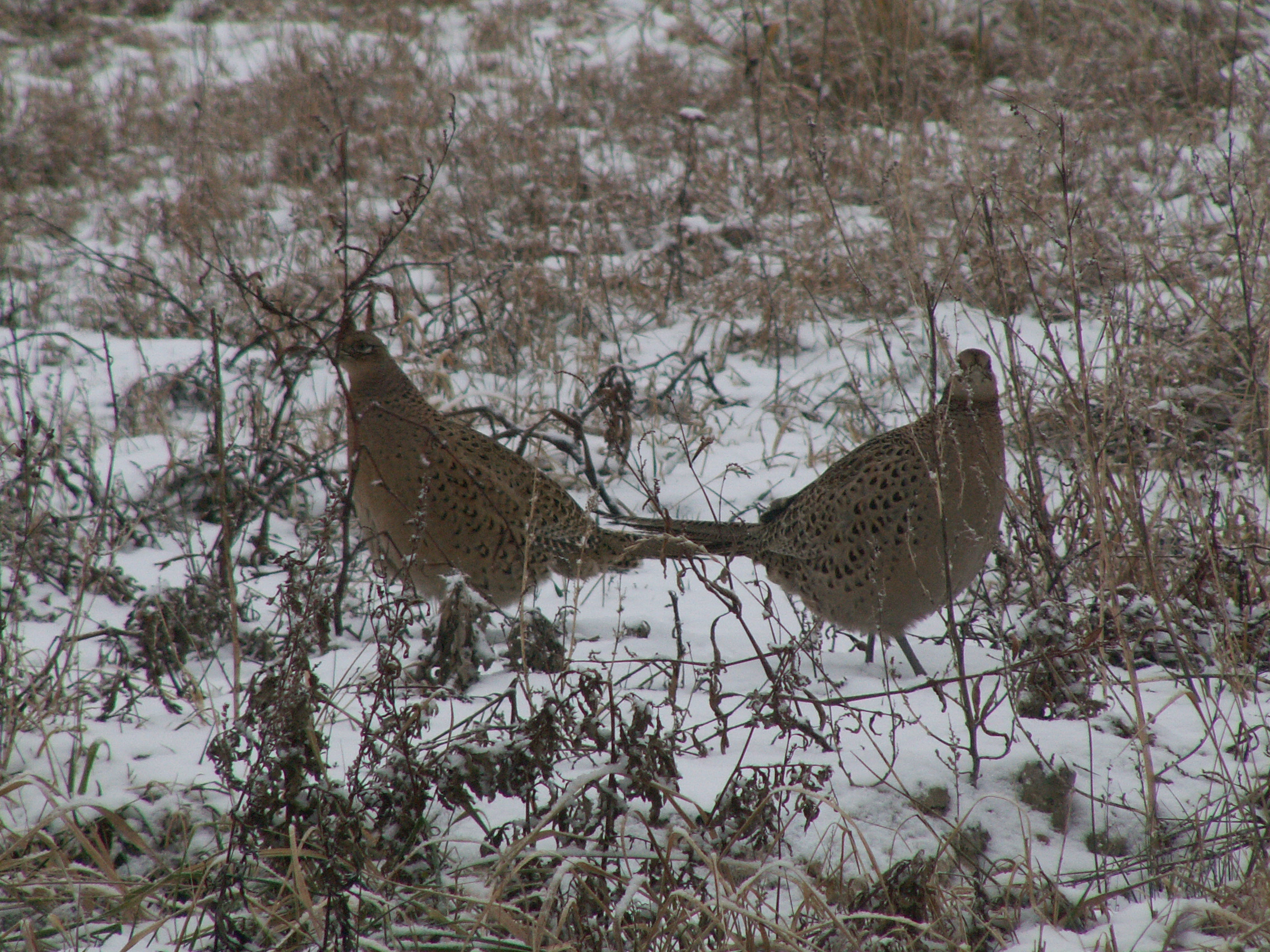
Im Winter lebt der Fasan meist in Trupps aus Vögeln gleichen Geschlechts

Im Allgemeinen ist der Fasan ein Standvogel. Bietet das Sommerrevier nicht genug Deckung oder Ernährungsmöglichkeiten, dann wird lediglich das Biotop gewechselt. Die Wanderungsbewegungen finden bei Bedarf statt und liegen meist bei wenigen Kilometern. Nur von den nördlichen Unterarten Ph. c. turcestanicus, mongolicus und pallasi sind jährliche Abwanderungen über teils größere Strecken bekannt. Sie wandern schon frühzeitig im Jahr aus schneereichen Bergregionen in die Ebenen ab.
Ist der Fasan zur Brutzeit territorial, so lebt er im Winterhalbjahr in kleinen oder größeren Gesellschaften, die nicht selten nur aus Vögeln gleichen Geschlechts bestehen. Die Verbände der Weibchen umfassen dabei zwischen 10 und 30, selten bis zu 100 Individuen. Die der Männchen sind kleiner und bestehen bei gemischtgeschlechtlichen Trupps aus drei bis vier Hähnen und wenigen Hennen oder nur aus zwei bis zehn Hähnen. Besonders in den Gesellschaften der Hähne besteht eine strenge Rangordnung, Streitigkeiten um Futter werden oft vehement ausgetragen. Ähnliche Strukturen gibt es auch bei den Hennen, die in der Rangordnung immer unter den Hähnen stehen, dort fallen aber die Streitigkeiten meist weniger heftig aus. Die Rangordnung bleibt auch in der Fortpflanzungszeit bestehen: Dominante Hähne besetzen eher Reviere als subdominante Tiere.

## Fortpflanzung

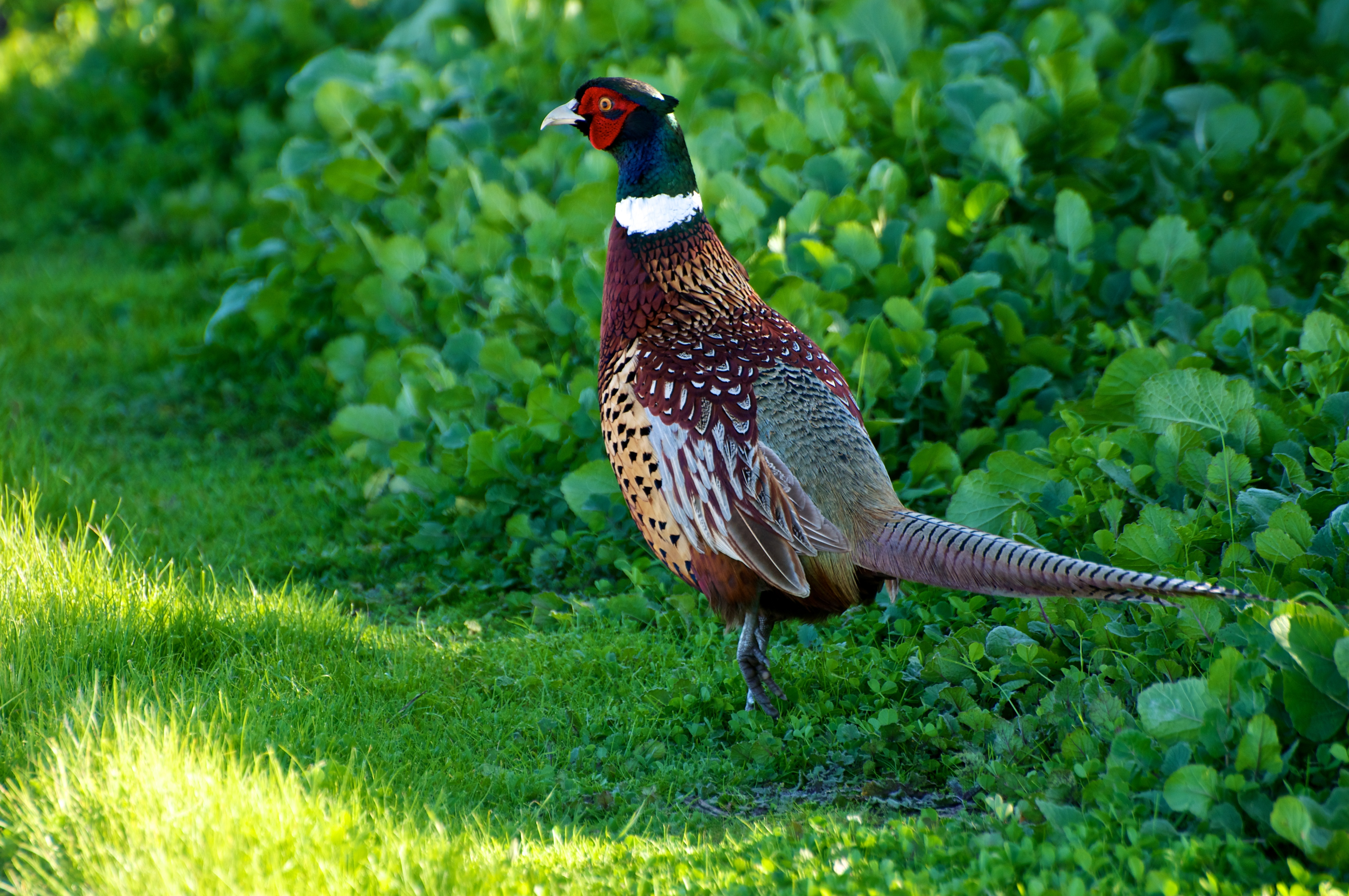
Zur Fortpflanzungszeit patrouilliert der Hahn auf festen Routen durch sein Revier

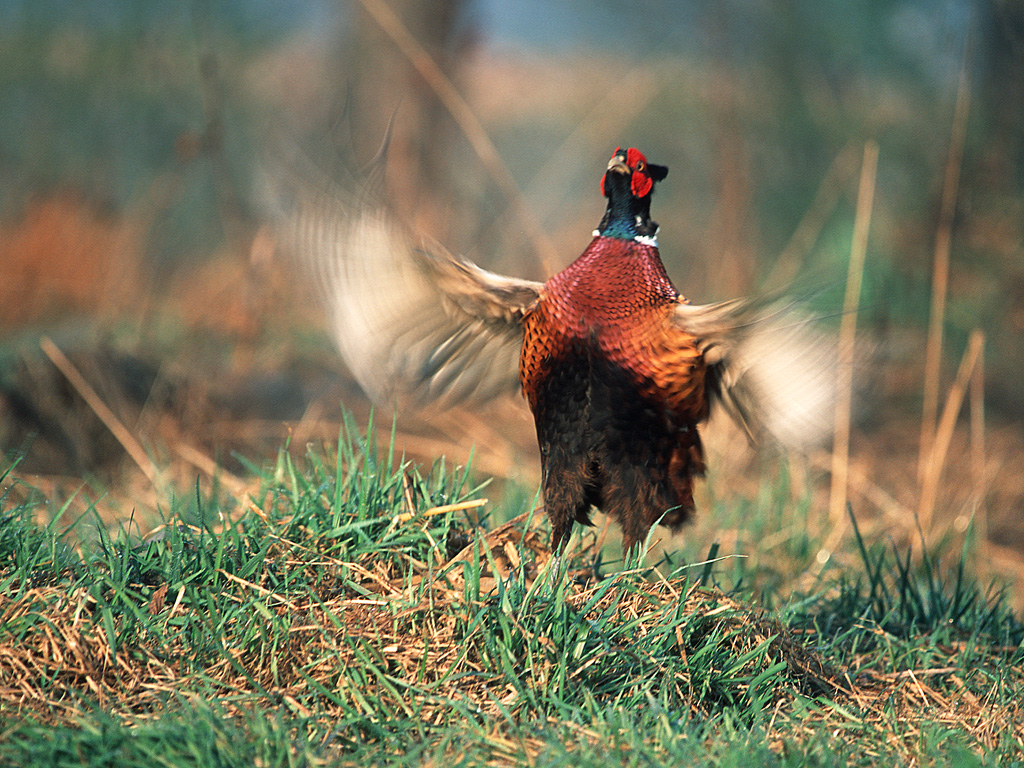
Dem lautstarken Revierruf des Fasanenhahns folgt ein geräuschvoller, weithin hörbarer Flügelwirbel

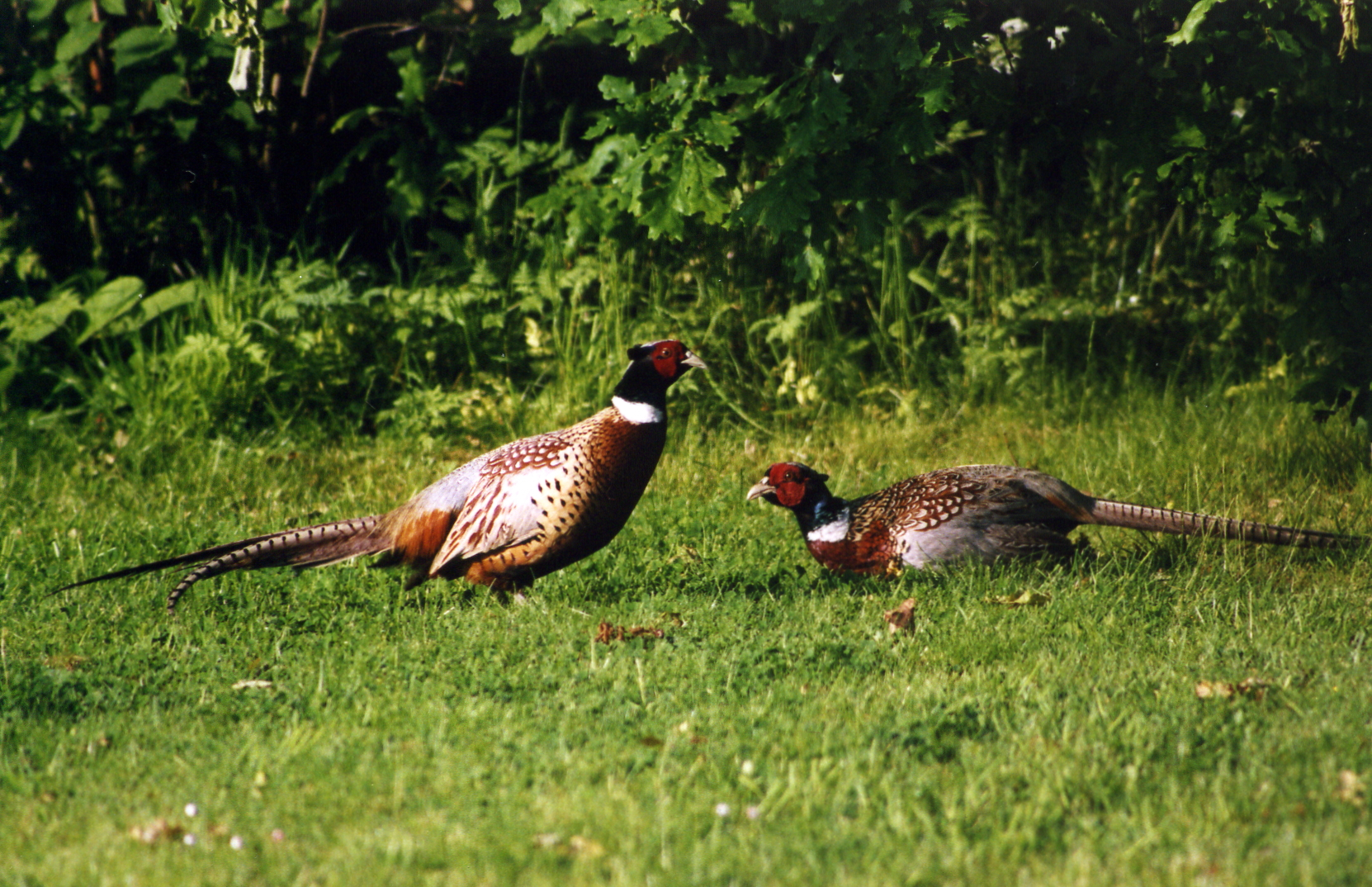
Kämpfende Fasanenhähne

Fasane werden im ersten Jahr geschlechtsreif. Während junge Hähne schon im ersten Herbst fortpflanzungsfähig sind, reifen die Ovarien der Hennen erst im Frühjahr.
Zur Fortpflanzungszeit lebt der Fasan in Harem-Polygynie, ein Hahn verpaart sich meist mit ein bis zwei, manchmal drei oder mehr Hennen. Einen Extremfall stellt der Bericht von einem Hybridfasan aus den USA dar, der einen Harem von 16 Hennen hielt. Nach der Auflösung der Wintergesellschaften besetzt der Hahn ein Revier, in dem er hindurchziehende Hennen an sich zu binden versucht. Ist dies erfolgreich, begleitet er die Hennen auf den täglichen Streifzügen durch das Revier. Die Balz findet jeweils paarweise statt. Nach erfolgreicher Begattung sondert sich das Weibchen vom Harem ab und geht alleine dem Brutgeschäft innerhalb des Reviers nach, während der Hahn sich gegebenenfalls mit weiteren Weibchen verpaart. Sind alle Hennen am Brüten, verliert der Hahn das Interesse am Revier und verteidigt es nicht weiter. Nur in seltenen Ausnahmefällen wurde davon berichtet, dass Hähne sich am Brutgeschäft und der Jungenaufzucht beteiligten. Nach der Brutzeit vergesellschaften sie sich dann zum Teil wieder mit Trupps, die sich aus diesjährigen Jungvögeln zusammensetzen.
Die Fortpflanzungszeit liegt im gesamten natürlichen Verbreitungsgebiet mit leichten geografisch und witterungsbedingten Verschiebungen zwischen März und Juni. In Mitteleuropa beginnt sie ab Mitte März und ist meist gegen Ende Mai oder Anfang Juni abgeschlossen. Kopulationen wurden von Ende März bis Ende Juni festgestellt. Es findet nur eine Jahresbrut statt. Bei Gelegeverlust kommt es aber bis zu zwei Mal zu Nachgelegen, so dass späte Bruten im August und September nicht selten sind.
Abweichungen von der üblichen Phänologie kann es in Gebieten geben, in denen der Fasan eingeführt wurde. So beträgt die Dauer der Fortpflanzungszeit im klimatisch günstigen Neuseeland teilweise bis zu acht Monate. Hier kommt es wohl auch zu Zweitbruten.

### Revierverhalten
Erste Anzeichen von Revierverhalten kann es in den Wintertrupps der Hähne schon bei warmer Witterung im Herbst und dann wieder ab Februar geben. Die Gesellschaften lösen sich aber meist erst bei dauerhaft mildem Wetter ab März auf. Ranghohe Hähne werden dabei oft von einem rangniederen Tier begleitet. Sie patrouillieren nun auf festgelegten Wegen durch ein Revier, das oft dem vom Vorjahr entspricht, und lassen immer häufiger und regelmäßig den Revierruf hören. Sie dulden zunächst noch die rangniederen „Trabanten“ in ihrer Nähe, später werden diese aber als Rivalen vehement vertrieben und ziehen sich an die Reviergrenzen zurück, wo sie auf eine Gelegenheit warten, ein eigenes Revier zu besetzen oder in Abwesenheit des Revierinhabers Kontakt zu dessen Hennen zu suchen. Nicht selten kommt es dabei zu Kopulationsversuchen. Manche dieser Hähne wandern hingegen ab und mitunter gelingt ihnen die Besiedelung neuer Gebiete.
Der Fasanenhahn bekundet seinen Revieranspruch durch lautes Rufen, das er auf dem Höhepunkt der Fortpflanzungszeit alle 10 bis 15 Minuten wiederholt. Dazu sucht er sich eine erhöhte Stelle wie einen Grasbulten, richtet sich auf und schlägt zunächst lautlos mit den Flügeln. Der Schwanz wird dabei aufgerichtet oder als Stütze genutzt. Dann wirft der Vogel den Kopf auf und lässt neben einem lauten Go-gock ein weithin hörbares „Flügelpurren“ hören. Wenn sie in Hörweite sind, reagieren Männchen in benachbarten Revieren darauf mit einem etwas leiseren Doppelruf.
Nicht selten kommt es an Reviergrenzen zu Streitigkeiten. Die Hähne sehen sich mit gesträubtem Gefieder und geschwollenen roten Gesichtspartien an und laufen unter drohenden Rufen an der Reviergrenze nebeneinanderher oder fixieren sich mit herabgehaltenen Köpfen und rupfen demonstrativ Gras aus. Kommt es zum Angriff, fliegen die Hähne Brust an Brust in die Höhe und versuchen sich dann mittels Schnabel und Füßen zu verletzen. Meist gibt einer der Hähne aber recht schnell auf und wird dann vom Sieger verjagt. Oft enden Revierstreitigkeiten auch, indem ein unterlegener Hahn auf die Drohpose des anderen hin eine unterwürfige Haltung einnimmt. Eine wichtige Rolle spielt dabei die Größe der roten Gesichtspartien, die bei dominanten Hähnen meist stark geschwollen und beim Unterlegenen meist klein bleiben. Versuche, bei denen diese Partien durch aufgemaltes Rot künstlich vergrößert wurden, führten zu längeren Auseinandersetzungen.
Die Größe eines Fasanenreviers liegt zwischen 12 und 45 ha und kann während der gesamten Brutzeit noch stark schwanken.

### Anpaarung und Balz
Die Wintergesellschaften der Weibchen lösen sich etwa zur Zeit der Revierbildung bei den Hähnen auf, und die Hennen streifen hernach auf offenen Flächen durch die bereits besetzten Reviere. Sie werden dann von den balzenden Hähnen umworben, die um die Hennen mit gesträubtem Rückengefieder, geschwollenen roten Gesichtspartien und gefächertem Schwanz herumlaufen und ihnen dabei mit abgesenktem Flügel die Seite zuwenden. Mittels der Luftsäcke erzeugen sie dabei ein zischendes Geräusch und lassen die Schwanzfedern geräuschvoll vibrieren.
Nach der Anpaarung gesellt sich die Henne gegebenenfalls zu einem bestehenden Harem. Der Hahn folgt nun offenbar auf den täglichen Streifzügen den Hennen, die zum Teil auch durch ihren Aktionsradius die Größe des Reviers beeinflussen und damit auch Revierstreitigkeiten zwischen Hähnen herbeiführen können.
Während der Streifzüge durch das Revier gibt der Hahn fortwährend glucksende Kontaktlaute von sich. Bisweilen lockt er eine Henne mit dem Futterlockruf kuj-kutj-kutj herbei und präsentiert ein entdecktes Stück Nahrung mit erhobenem Schwanz und geduckter Haltung dem Weibchen. Ebenso balzt er bisweilen eine Henne in der bereits beschriebenen „Seitenbalz“ an. In deren Verlauf kann es zu Verfolgungsläufen, aber auch zu einer Paarungsaufforderung des Weibchens und einer Kopulation kommen. Später finden auch ohne Balz auf eine kurze Aufforderung des Weibchens hin Kopulationen statt. Balz und Kopulation werden jeweils abseits des Harems ausgeführt, und eine Henne kann sich dadurch entziehen, dass sie sich wieder den anderen Hennen anschließt.
Zwischen den Hennen eines Harems kommt es nicht selten zu rivalisierendem Verhalten und Kämpfen, wobei nicht abschließend geklärt ist, worum es in diesen Auseinandersetzungen geht.
Brütende Hennen scheiden aus dem Harem aus. Bisweilen kommen auch nach der Brutzeit noch Hennen dazu oder einzelne Hennen verlassen das Revier, was vom Hahn nicht weiter beachtet wird. Erst wenn die letzte Henne brütet, gibt er das Revier auf oder versucht weitere Hennen aus den Nachbarrevieren abzuwerben.

### Nestbau, Gelege und Bebrütung

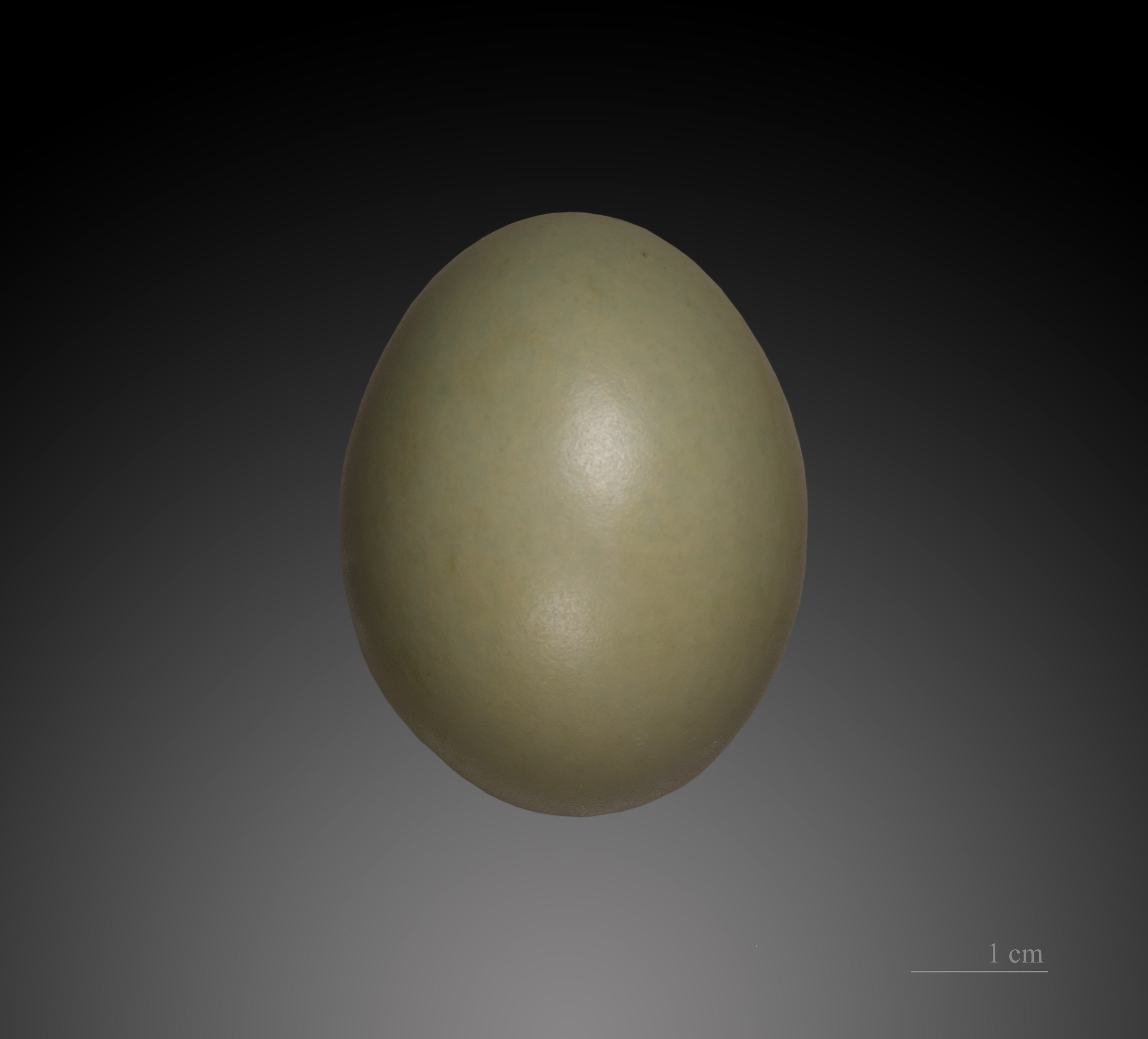
Ei des Fasans

Das Nest besteht aus einer flachen Mulde von 12–27 cm Durchmesser und 2–12 cm Tiefe. Diese ist entweder schon vorhanden oder wird vom Weibchen ausgescharrt oder geformt und höchstens mit einigen spärlichen Halmen, Wurzeln oder Reisern ausgekleidet. Sie befindet sich meist auf dem Boden und ist von der Krautschicht oder der unteren Strauchschicht gut gedeckt. Oft werden Nester am Rande von Dickichten oder Hecken angelegt und nicht selten stehen sie in der Mitte von Grasbulten. Einige Nester finden sich auch erhöht auf Heuballen oder Kopfweiden oder auch in verlassenen Nestern von Tauben, Krähen oder Greifvögeln. Diese können sich bis zu 10 m hoch befinden.
Die mäßig bis stark glänzenden Eier sind ungezeichnet, stumpfoval und durchschnittlich 46 mm × 36 mm groß. Die Färbung liegt zwischen braun bis olivbraun und olivgrün bis blaugrau und kann innerhalb eines Geleges stark variieren. Die Gelegegröße variiert teils bei den Unterarten und liegt zwischen 4 und 16 Eiern, meist aber zwischen 8 und 12. Größere Gelege stammen vermutlich meist von zwei Hennen. Ersatzgelege sind meistens kleiner.
Ist noch kein Nest vorhanden, verlegen Hennen die ersten Eier häufig in die Nester anderer Hennen oder sogar anderer Vogelarten wie anderen Hühnervögeln, Enten oder Rallen. Manche Eier werden auch einfach in der Landschaft abgelegt. Zu kleine Gelege werden bisweilen durch runde Kieselsteine ergänzt.
Die Eier werden meist mit 24 Stunden Abstand in der Mittagszeit abgelegt, bisweilen wird eine bis zu zweitägige Pause eingelegt. Der früheste Legebeginn liegt in Mitteleuropa Mitte März, die meisten Eier werden zwischen Ende April und Anfang Juni abgelegt. Die Bebrütung beginnt nach Ablage des letzten Eies oder 1 bis 2 Tage später. Sie dauert etwa 23 Tage, bei häufigen Störungen auch länger.

### Jungenaufzucht
Junge Fasane sind Nestflüchter, die nach dem Schlüpfen nur wenige Stunden zum Trocknen im Nest bleiben, dann der Henne folgen und in deren Nähe eigenständig ihre Nahrung suchen. Sie sind mit 10–12 Tagen flugfähig und noch etwa 70–80 Tage von der Henne abhängig, die ihnen Futterquellen aufzeigt und sie gegen Feinde verteidigt. Auf Bodenfeinde reagiert sie durch Verleiten, gegen kleinere Luftfeinde werden die Küken verteidigt, bis sie Deckung aufgesucht haben.

## Sterblichkeit und Alter
Im natürlichen Verbreitungsgebiet in Mittelasien zählen zu den hauptsächlichen Prädatoren Goldschakal, Rotfuchs und Rohrkatze, verwilderte Hauskatzen und streunende Hunde sowie Greifvögel, Eulen und Rabenvögel.
Der Anteil der Gelegeverluste liegt mit 42 und 85 % oft recht hoch. Aufgrund von Nachgelegen haben jedoch meist 70–80 % der Weibchen einen Bruterfolg. Durchschnittlich liegt die Anzahl der überlebenden Jungvögel bis zum Zeitpunkt der Selbständigkeit bei 3,4–7 pro Henne.
Verschiedene Untersuchungen aus Europa belegen eine hohe Sterblichkeit von etwas über 80 % im ersten Jahr. Die Ursachen sind nicht ganz klar. Später liegt sie bei knapp 60 %. Die durchschnittliche Jahressterblichkeit bei Hähnen liegt bei knapp 80 %, bei Hennen etwas über 60 %. Die durchschnittliche Lebenserwartung der Hähne nach dem ersten Jahr beträgt 9 Monate, die für Hennen 14 Monate. Eine Population besteht also meist nur aus wenigen Jahrgängen.
Das durch einen Ringfund belegte Höchstalter eines freilebenden Fasans betrug 7 Jahre und 7 Monate.

## Bestandsentwicklung
Der Fasan ist zwar die einzige Hühnervogelart, die mit wirklichem Erfolg außerhalb ihrer natürlichen Verbreitung angesiedelt wurde, jedoch unterliegen die Bestände dort immer großen Schwankungen und können meist nicht auf Dauer ohne Aussetzungen von Zuchtvögeln und Winterfütterungen überleben. Besonders deutlich wurde dies während und nach dem Zweiten Weltkrieg, als in Mitteleuropa die Bestände bis auf Restvorkommen in optimalen Habitaten fast vollständig zusammengebrochen waren und nur durch massive Aussetzungen in den 1950er- und 60er-Jahren wieder auf den alten Stand gebracht werden konnten. In den Niederlanden gab es um die 1990er-Jahre starke Rückgänge (um 50 %), nachdem Aussetzungen weitgehend unterbunden worden waren, und in Baden-Württemberg ist eine ähnliche Entwicklung durch ausbleibende Aussetzungen spürbar gewesen. Zum Teil sind die Bestandsrückgänge aber auch auf die Intensivierung der Landwirtschaft zurückzuführen, deren Auswirkungen auch Aussetzungen nicht maßgeblich mindern können. In optimalen Habitaten wie Auenlandschaften oder Moorgebieten kann die Entwicklung jedoch auch deutlich anders aussehen. Hier gibt es offenbar auch ohne Aussetzungen bisweilen deutliche Bestandszunahmen.
Über die Bestandsentwicklungen im natürlichen Verbreitungsgebiet liegen nur wenige Daten vor. Eine deutliche Verkleinerung der Vorkommen der Unterart Ph. c. colchicus seit der Antike und Untersuchungen der Ausbreitungsgeschichte in den mittelasiatischen Trockengebieten lassen langfristige Arealverluste vermuten. Kurzfristig wirken sich schneereiche Winter auf die Bestände aus und sorgen oft für erhebliche Bestandseinbußen, die aber aufgrund der hohen Reproduktionsfähigkeit meist recht bald wieder ausgeglichen werden.
Die Bestandssituation des Fasans wurde 2016 in der Roten Liste gefährdeter Arten der IUCN als „Least Concern (LC)“ = „nicht gefährdet“ eingestuft. Der Weltbestand wird grob auf 45–300 Millionen Vögel, der europäische Bestand auf 3.400.000–4.700.000 Brutpaare geschätzt.

## Fasan und Mensch

### Ausbreitungsgeschichte

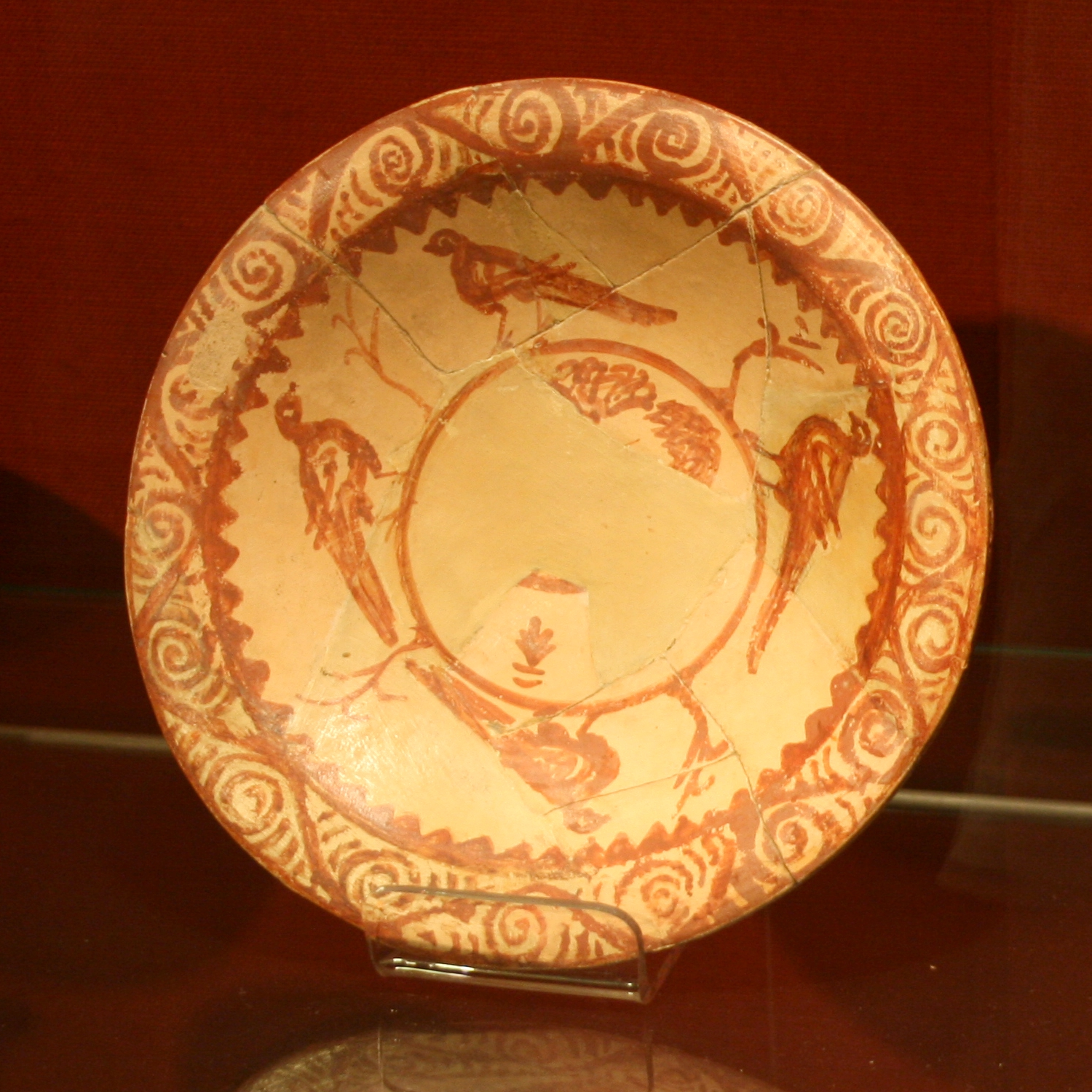
Vermutliche Fasanendarstellung auf Wetterauer Ware aus dem Kastell Salisberg, 1./2. Jahrhundert n. Chr.

Die Verbreitung des Fasans durch den Menschen ist zum Teil recht gut durch historische Quellen belegt, wird aber nur ungenügend durch archäologische Befunde gestützt. Ein Problem ist zudem die Differenzierung zwischen der Haltung in Zuchtbetrieben und der durch Auswilderung begründeten freilebenden Populationen. Zwischen diesen Phasen der Ausbreitung kann oft ein erheblicher Zeitraum liegen, wie beispielsweise in Dänemark, wo seit 1560 Fasanenhaltungen belegt sind, die endgültige Einbürgerung aber offenbar erst 1840 stattgefunden hat.
Seit dem 5. Jahrhundert v. Chr. ist die Art bei den Griechen bekannt und wurde dort offenbar gehalten, wie griechische Grabinschriften zum Gedenken an „Fasanenmeister“ (φασιανάριοι) belegen. Vermutlich gelangten die Vögel über den Schwarzmeerhandel dorthin.
Die nächsten Nachweise stammen aus der Zeit der Ptolemäer, dann gibt es erst wieder Erwähnungen aus der Römischen Kaiserzeit. Wie weit der Fasan durch die Römer verbreitet wurde und ob es zu diesen Zeiten in Mittel- und Westeuropa schon freilebende Populationen gab, ist nicht bekannt.
Auch im frühen Mittelalter beziehen sich die meisten Nachweise auf die Zucht. So verfügte etwa Karl der Große die Haltung auf seinen Pfalzen. Im Kloster St. Gallen und in Böhmen begann die Haltung etwa im 11. Jahrhundert. In England wurden zwar Reste von Fasanen aus römischer Zeit gefunden, vermutlich wurde er dort aber erst endgültig von den Normannen um 1059 eingeführt. Erste freilebende Populationen in Mitteleuropa gibt es offenbar seit dem 12. und 13. Jahrhundert im Rheinland. Albertus Magnus beschrieb frei lebende Fasane in einem Kölner Klostergarten.
Im Bereich des alten Deutschen Reiches breitete sich der Fasan im 15. Jahrhundert in Tirol und Sachsen aus. Diese und andere Ausbreitungen des Verbreitungsgebietes gehen auf Auswilderung von Fasanen zurück. So setzte der Kurfürst Friedrich der Weise um 1500 200 Fasane in Sachsen aus. Im 16. Jahrhundert besiedelte die Art Ungarn, Hessen, die Steiermark und Schlesien und im Laufe des 17. Jahrhunderts wurde er auch in Mecklenburg, Braunschweig, im Aargau, in Salzburg und in Hannover ansässig. Auch auf verschiedenen Inseln wurden im ausgehenden Mittelalter und in der Frühen Neuzeit erfolgreich Fasane ausgesetzt, so auf St. Helena 1513 und auf Madeira 1667. Belgien und Holstein wurden vermutlich Mitte des 18. Jahrhunderts besiedelt, für Pommern ist das 19. Jahrhundert und für die Ostfriesischen Inseln das Ende desselbigen bestätigt.
Anfang des 20. Jahrhunderts war der Fasan auch in großen Teilen Nordeuropas, Nordamerikas, auf Zypern, den Nordfriesischen Inseln, Neuseeland und Teilen Australiens eingeführt.
In Japan wurde die Unterart Ph. c. karpowi vor dem 17. Jahrhundert auf Tsushima eingeführt, aber erst ab 1925 auf Hokkaidō.

### Mythologie und Kulturgeschichte

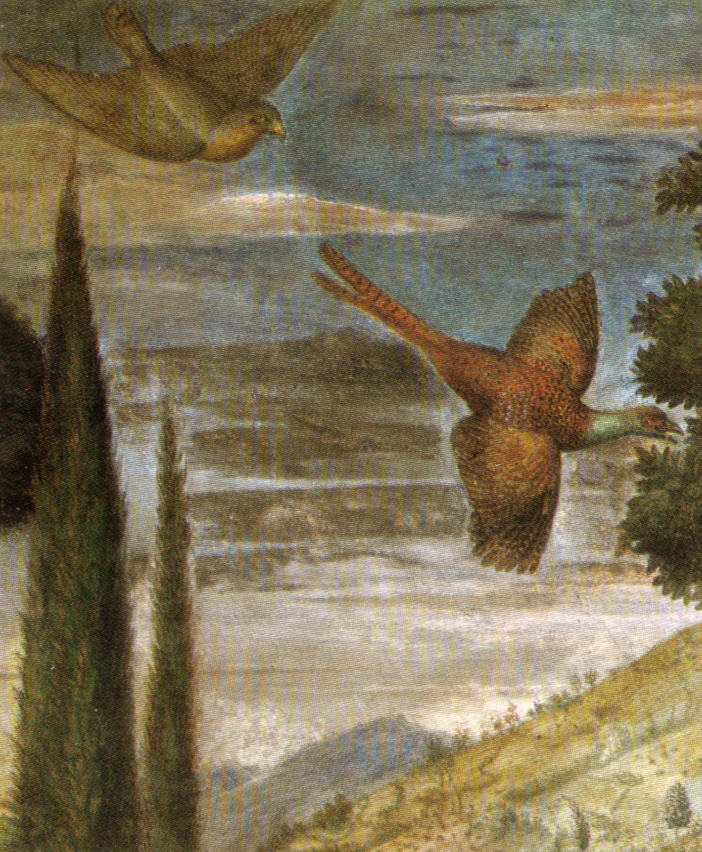
Fasan als Sinnbild der verfolgten Seele: Fresko von Benozzo Gozzoli, 1459–1463

Der Name des Fasans stammt aus der altgriechischen Argonautensage. Wie Agatharchides und später Martial berichten, fangen Jason und seine Mitstreiter am Fluss Phasis prächtige bunte Hühnervögel. Nach dem damaligen Namen der Landschaft – Kolchis – wählte Linné colchicus als Artname.
Auch sonst gibt es bei den Griechen einige Erwähnungen: Aristophanes verspottet in einer seiner Schriften einen Fasanenzüchter namens Leogoras, und Aristoteles erwähnt das Sandbaden des Fasans gegen Läuse. Bei den Römern schreibt Plinius der Ältere über die Federohren des Fasans, Seneca nutzt ihn in seinen „Dialogen“ als Symbol für Tafelluxus. Galenus beschreibt Fleisch und Eier als bekömmlich. Aus der Antike sind zudem über 100 farbige Mosaike bekannt, die die Art zeigen.
Im Mittelalter galt der Fasan als Inbegriff der Luxusspeisen und der Schwelgerei, er spielte aber auch in der Volksmedizin eine Rolle, wo Blut, Fett, Galle und Kot sowie als Räuchermittel die Federn Verwendung fanden. In Pesttraktaten wurde der Verzehr gegen Fieber und Pest empfohlen. In mittelalterlichen Buchmalereien tritt der Fasan lediglich als dekoratives Element in Erscheinung. In einer griechischen Rezension des Physiologus wird er jedoch aufgrund der Tatsache, dass Hennen den Jäger von ihren Küken fortlocken, als Sinnbild des Teufels angesehen.
In der Symbolik der bildenden Kunst späterer Jahrhunderte ersetzt der Fasan oft den Pfau und steht dann entsprechend als Symbol der Auferstehung (Phönix), für die Göttin Hera, als Symbol der Liebe, der Wollust oder des Hochmuts. Besonders Fasanenpasteten wurden als Allegorie der Superbia und der Gula abgebildet – ab dem 15. Jahrhundert wurde der gebratene Fasan oft im vollen Gefieder serviert. Einzige eigenständige Bedeutung in der Ikonografie hat der vom Habicht verfolgte Fasan als Sinnbild der verfolgten Seele. Später ist der Fasan ein beliebtes Motiv in Jagdstillleben und Landschaftsgemälden. Eine besondere Rolle kam dem Fasan beim Fasanenfest 1454 am burgundischen Hof zu.
In seiner ostasiatischen Heimat spielt der Fasan eine bedeutende Rolle in Symbolik und Volksaberglauben. In China steht er für Licht, Wohlstand, Glück und Schönheit, in Japan für Schutz, Mutterliebe und Tugend. Ließ der Fasan nicht zu Anfang des 12. Monats seinen Revierruf hören, war das ein Zeichen für die Ankunft einer großen Flut, hatte er zur Mitte desselben noch nicht gerufen, dann würden die Frauen unsittlich und würden – teils als Fasanengeister in Menschengestalt – die Männer verführen. Ein altes Brettspiel lässt den Fasan zum Gegner der Eule werden. Auch in der Mythologie taucht der Fasan häufig auf. So ist einer der drei Begleiter der Nüwa ein neunköpfiger Fasan, und der Fenghuang, eine Art Phönix, hat einen Fasanenkopf.

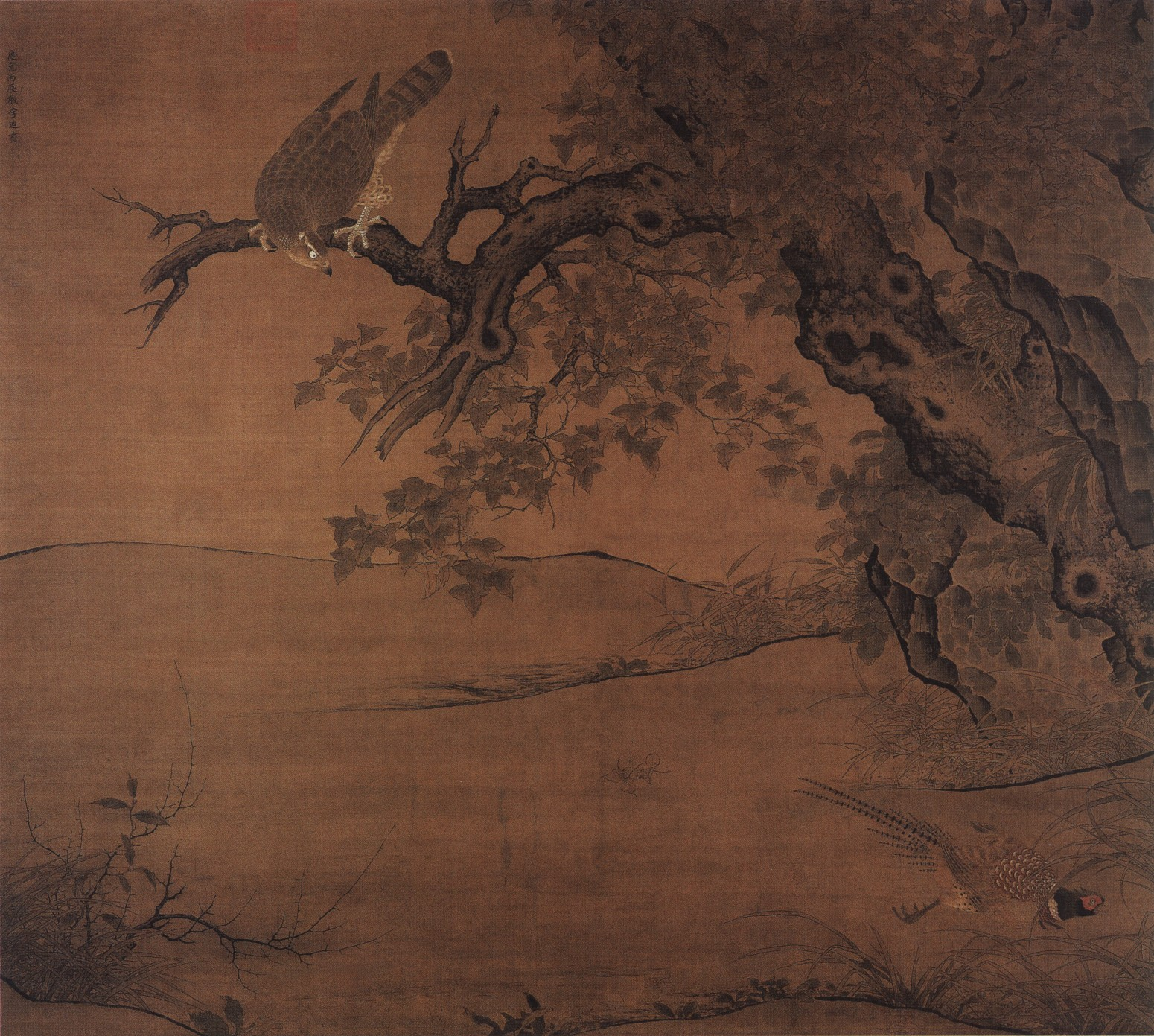
Chinesische Darstellung eines Fasans aus der Zeit der Song-Dynastie
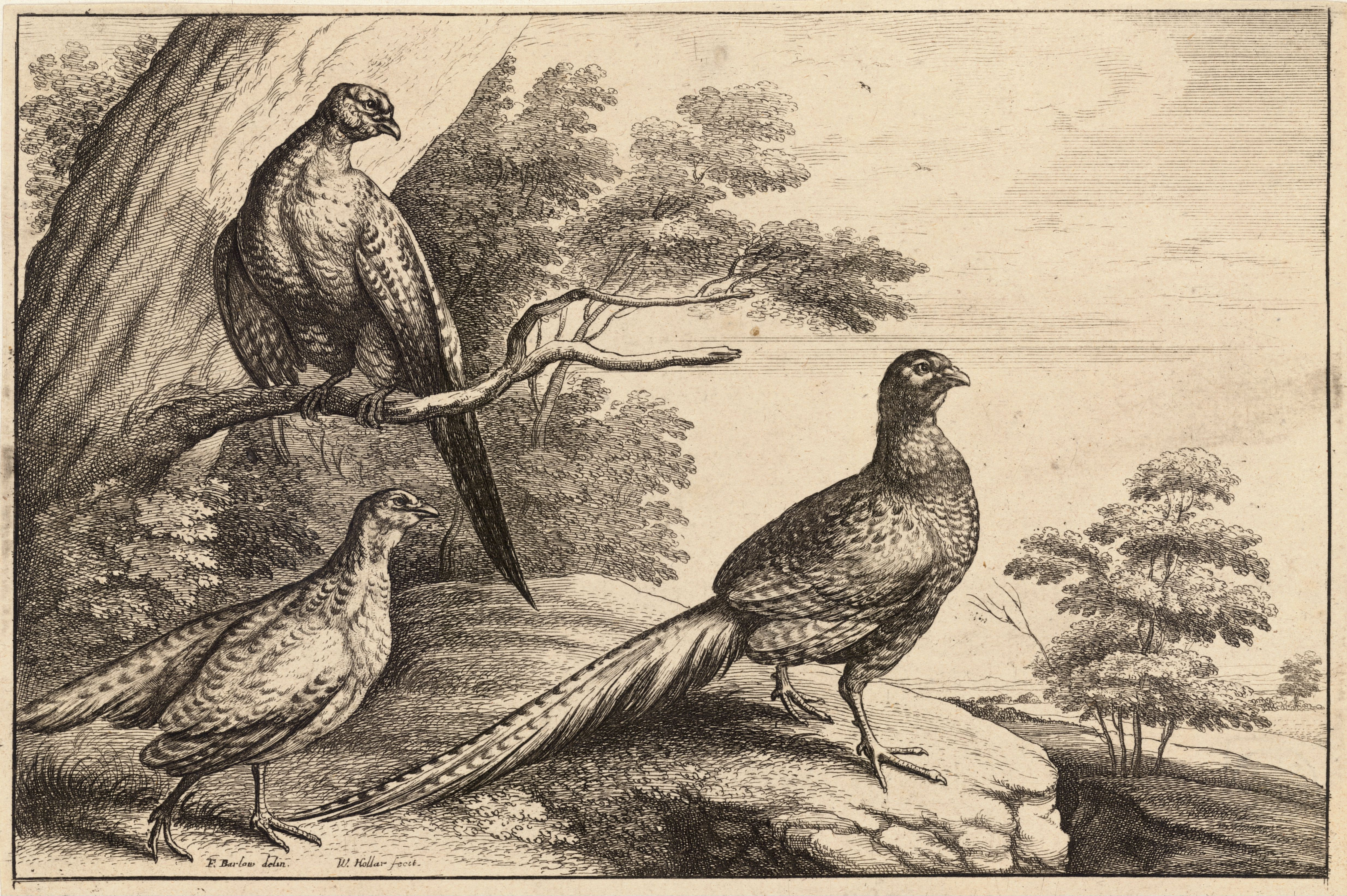
Fasanendarstellung von Wenzel Hollar, Kupferstich aus dem 17. Jahrhundert
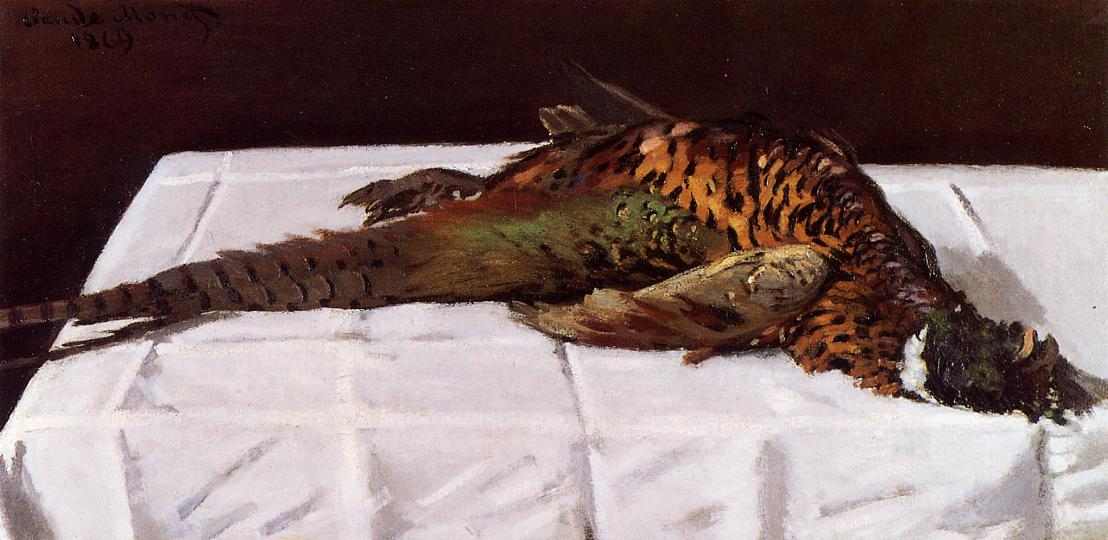
Fasan, Gemälde von Claude Monet, 1869
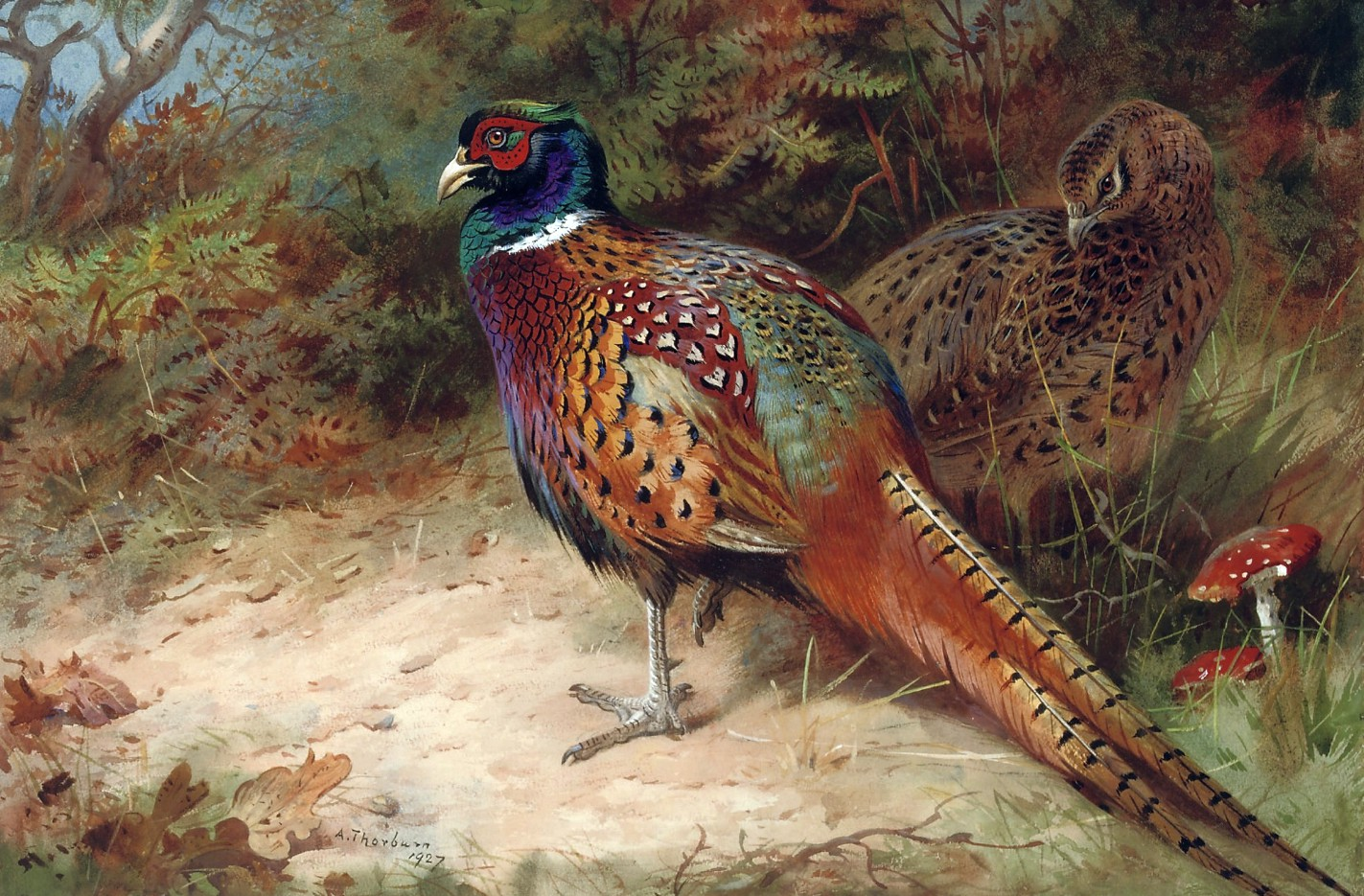
Fasan mit Henne, Gemälde von Archibald Thorburn, 1927
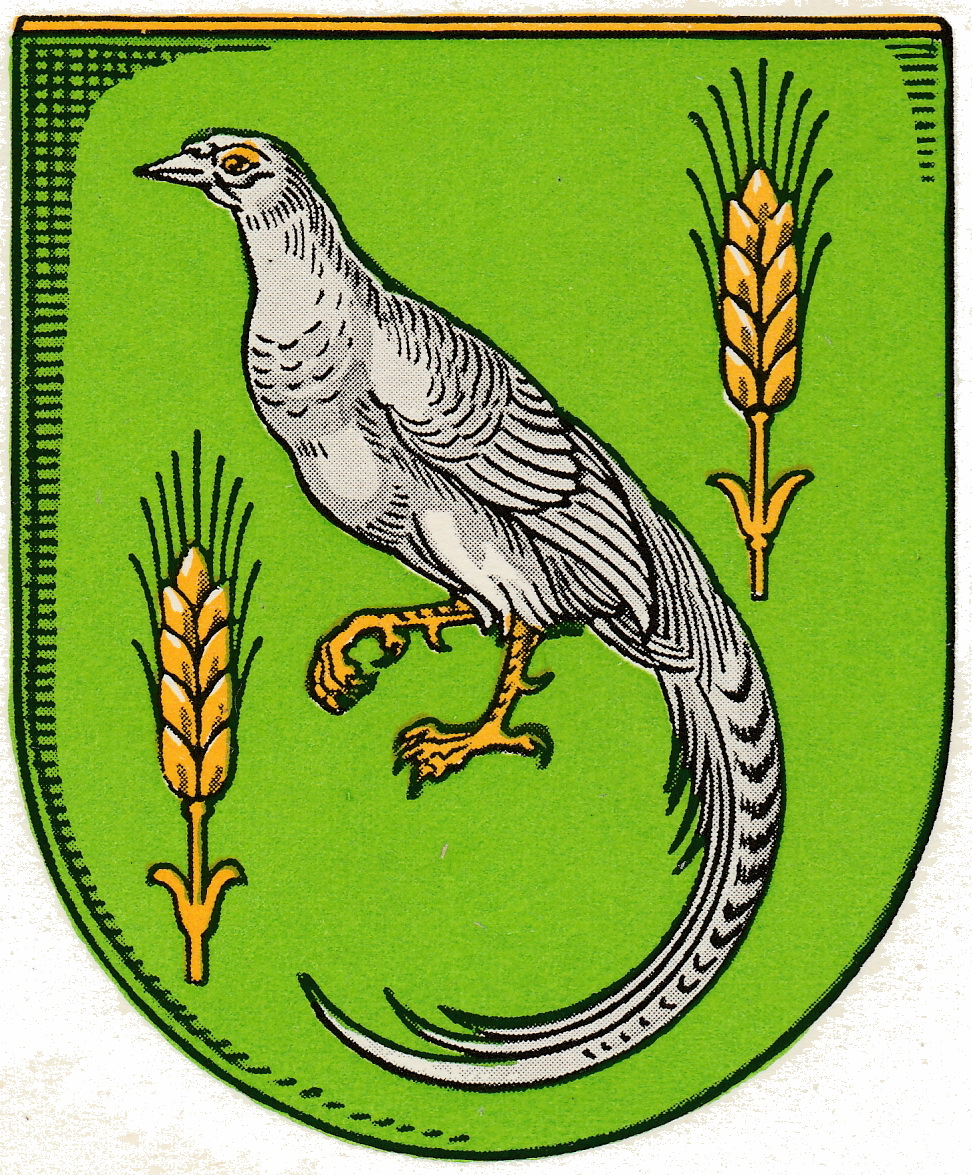
Wappentier Ortsteil Petze, Landkreis Hildesheim, Niedersachsen

### Bejagung

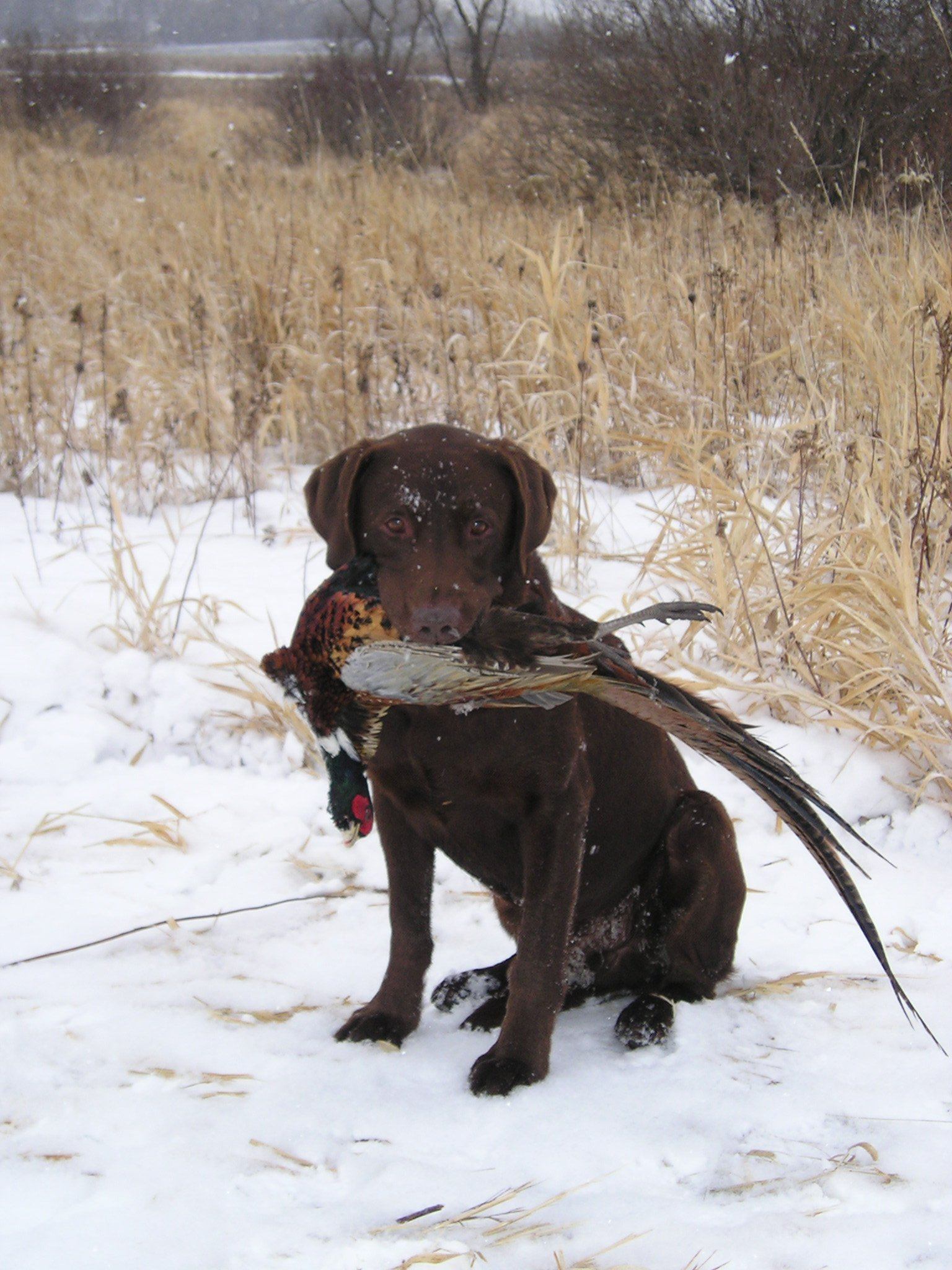
Heute wird der Fasan häufig mit dem Vorstehhund oder Apporteuren wie diesem Labrador Retriever bejagt

Da sich der Fasan in der Kulturlandschaft der gemäßigten Breiten verhältnismäßig gut hält, sein Sozial- und Fortpflanzungsverhalten für einen ständigen „Überschuss“ nichtterritorialer Hähne sorgt und die Reproduktionsfähigkeit recht hoch ist, ist er ein Jagdwild, das sich intensiv bewirtschaften lässt. Zudem ist die Art kulinarisch attraktiv, und Jäger schätzen, dass die aufgescheuchten Vögel recht hoch auffliegen, was sie für die Schießjagd prädestiniert.
Noch bis 1900 gehörte der Fasan in Deutschland zum Hochwild, und in vorigen Jahrhunderten war die Jagd vielerorts den Landesherren vorbehalten. Wildbann und spezielle Jagdgesetze sind seit dem 13. Jahrhundert nachweisbar, und Wilderei wie die Entnahme von Eiern wurden bis in die Neuzeit mit hohen (Geld-)Strafen belegt. Im Mittelalter wurde der Fasan mit Netzen, Fangschlingen, Armbrust und Bogen bejagt. Bedeutender war aber die Beizjagd mit dem Habicht und größeren Falkenarten. Im 18. Jahrhundert nutzte man zum Aufstöbern einen Hund („Fasanenbeller“) und schoss den Vogel vom Baum, wenn dieser dort landete. Eine Variante war es, nachts im Mondlicht oder mit Unterstützung von Blendlaternen die Fasane am Schlafplatz zu erlegen. Zudem wurden Fasane mit Steckgarnen, in Treibnetzen und Schlingen gefangen.
Seit Ende des 18. Jahrhunderts wurde durch die Verbesserung der Jagdwaffen, die Entwicklung von Schroten und die Dressur von Vorstehhunden die Schießjagd verbreiteter und verdrängte im Laufe des 19. Jahrhunderts andere Formen der Jagd auf Niederwild, die man nun als nicht mehr waidgerecht ansah. Heute wird der Fasan daher hauptsächlich suchend und buschierend in Einzeljagd oder in Gesellschaftstreibjagden bejagt. Letztere werden in großem Umfang in Tschechien, in der Slowakei, in Ungarn, England und auch Dänemark angeboten, wo es Güter gibt, die ganz auf Fasanenjagd ausgerichtet sind und vorwiegend davon leben. Hier sind Tagesstrecken von 500 bis 800 Vögeln durchaus nicht ungewöhnlich.
Die Jagdzeit liegt im Herbst und im Winter. In Deutschland beginnt sie gemäß § 1 Bundesjagdzeitenverordnung am 1. Oktober und endet am 15. Januar, einzelne Bundesländer haben jedoch kürzere Jagdzeiten. Es werden vorwiegend Hähne bejagt, um ein Geschlechterverhältnis um 1:5 zu erhalten. Wenn Hennen geschossen werden, dann meist ältere Tiere.

### Hege und Aussetzung
Wenn sich auch freilebende Populationen des Fasans recht gut in der Kulturlandschaft Europas und Nordamerikas halten, sind doch meist Hegemaßnahmen und Aussetzungen erforderlich, um den Bestand auf Dauer aufrechtzuerhalten. Fasanenhöfe, die die Aufzucht für gezielte Aussetzungen in großem Maßstab betrieben, sind seit dem ausgehenden Mittelalter belegt.
Man unterscheidet zwischen Zuchtfasanerien, die in großen Ausmaßen und unter künstlichen Bedingungen Eier und Jungvögel produzieren, und Wildfasanerien, in denen unter teils erheblichem Aufwand Eier durch Hühner oder Puten oder in Brutmaschinen ausgebrütet und die Jungvögel in möglichst natürlicher Umgebung aufgezogen werden. Die ausgesetzten Fasanenbestände werden dann durch weitere Hegemaßnahmen wie Winterfütterung mit Getreide und anderer pflanzlicher Nahrung oder der Anlage von Wildäckern unterstützt. Letztere gewährleisten in der intensiv bewirtschafteten Kulturlandschaft ein insektizidfreies Nahrungsangebot für die Küken und bieten zudem Deckung und Brutmöglichkeiten. Als bedenklich gilt die Verfolgung und Bejagung natürlicher Beutegreifer zum Schutz des Fasans, die besonders in den 1960er-Jahren intensiv betrieben wurde und manchmal auch noch heute betrieben wird.

### Nutzung

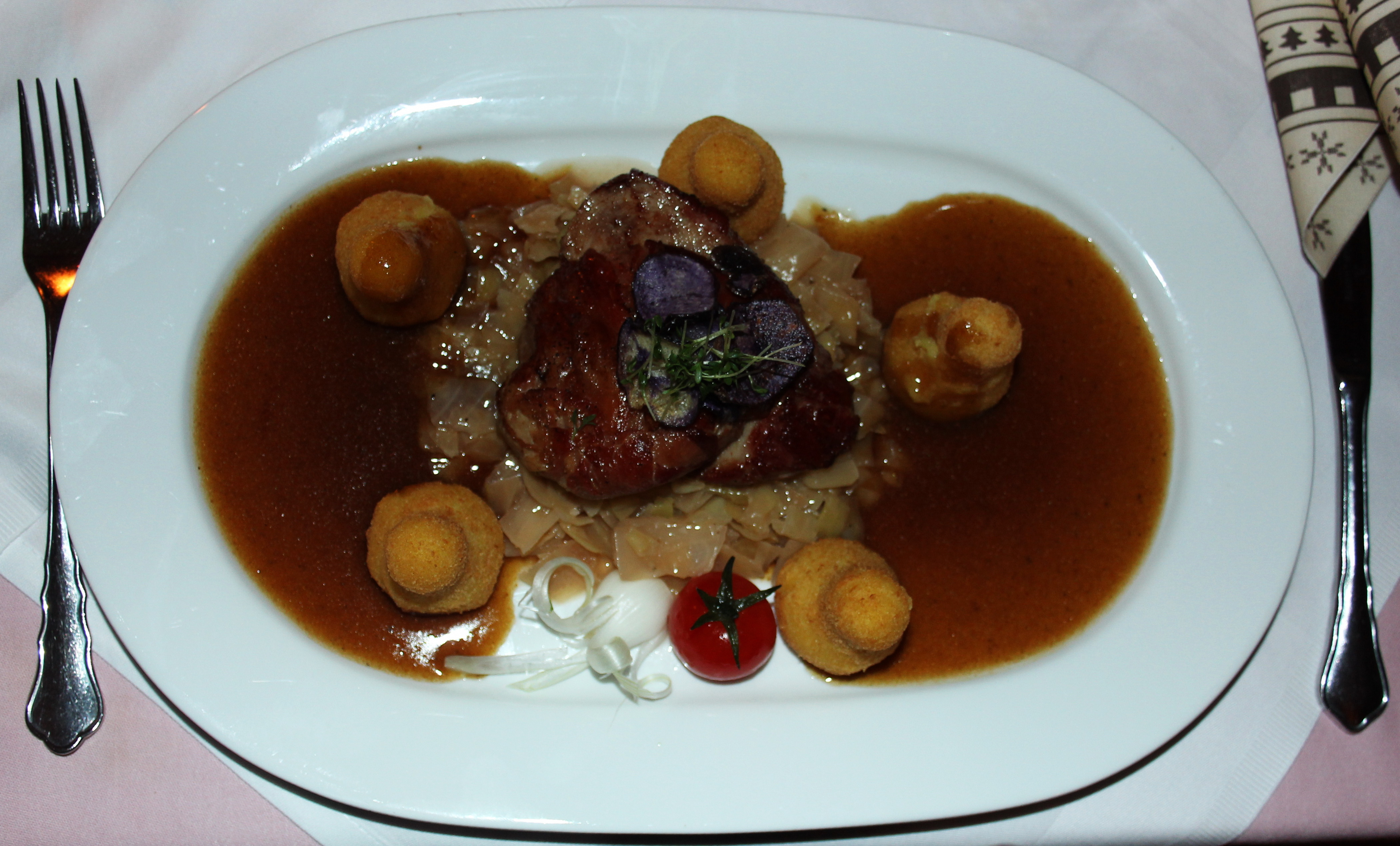
Fasanenbrust im Seranoschinkenmantel auf Champagnerkraut mit panierten Champignons

Der Fasan wird als delikates Wildgeflügel geschätzt, das zur Jagdsaison auf Märkten, aber auch ganzjährig in manchen Fleischereien und Feinkostgeschäften sowie tiefgefroren in Supermärkten angeboten wird. Nicht selten stammen die Vögel dann aus Intensivtierhaltung. Das magere, helle Fleisch frischtoter Fasane ähnelt geschmacklich dem Hühnerfleisch, erst wenn der Vogel einige Zeit abgehangen hat, entwickelt es den typischen, milden Wildgeschmack. Der Zeitraum des Abhängens variiert je nach Temperatur, erwünschtem Geschmack sowie der Weiterverarbeitung und liegt heute meist zwischen drei und sieben Tagen, früher bei bis zu 15 Tagen oder länger. Wird das Fleisch gebeizt, ist die Zeit entsprechend kürzer. Die Zubereitungsformen und Beilagen sind ebenso vielfältig wie bei anderem Geflügel. Auch die Eier finden bisweilen in der Küche Verwendung.
Fasanenfedern waren zu allen Zeiten und in vielen Kulturen Bestandteil der Mode als Hutschmuck, Helmzier, als Accessoire an Trachten, Uniformen und Kostümen oder in Fächern und Wedeln.

## Belege